# 機動戦士ガンダムSEED ASTRAYシリーズの登場人物
機動戦士ガンダムSEED ASTRAYシリーズの登場人物（きどうせんしガンダムシード アストレイシリーズのとうじょうじんぶつ）では、アニメ『機動戦士ガンダムSEED』の公式外伝『機動戦士ガンダムSEED ASTRAYシリーズ』の『機動戦士ガンダムSEED ASTRAY（B及びR含む）』、『機動戦士ガンダムSEED X ASTRAY』、『機動戦士ガンダムSEED DESTINY ASTRAY』、『機動戦士ガンダムSEED C.E.73 Δ ASTRAY』、『機動戦士ガンダムSEED FRAME ASTRAYS』、『機動戦士ガンダムSEED VS ASTRAY』、『機動戦士ガンダムSEED DESTINY ASTRAY R』、『機動戦士ガンダムSEED DESTINY ASTRAY B』、『機動戦士ガンダムSEED ASTRAY 天空の皇女』に登場する架空の人物を列挙する。
各人物の登場作品の並びは、ASTRAY | X ASTRAY | DESTINY ASTRAY | Δ ASTRAY | FRAME ASTRAYS | VS ASTRAY | DESTINY ASTRAY R| DESTINY ASTRAY B | 天空の皇女とし、登場作品は○、未登場は-とする。また、年齢は初登場時であり、作品の行により年齢は変化する。
なお、各人物の声は、店頭公開映像『プラモーション』および関連ゲーム作品でのキャスティングである。

## 主要人物

### 第1作『ASTRAY』

#### ロウ・ギュール
声：小野坂昌也
【性別：男性・ナチュラル / 年齢：18歳 / 所属：ジャンク屋組合 / 搭乗機：ミストラル、レッドフレーム、レッドフレーム改、ザウート / 登場作品：○|○|○|○|○|○|○|-|○】
第1作『ASTRAY』の主人公で、全作に登場。ジャンク屋組合の一員。かなりのメカ好きで、ジャンクであれ武器であれ物なら全てを大事にする。ナチュラルであるが、コーディネイターに対する偏見はない。「戦うジャンク屋」として様々な事件に関与し、C.E.の歴史に大きな影響を与える事も少なくない。
当初はミストラルに搭乗していたが、崩壊後のコロニー・ヘリオポリスにおいて、偶然、ブルーフレーム及びレッドフレームを見つける（同時に、ゴールドフレームの右腕も見つけている）。その際、証拠隠滅のためにやってきた傭兵の叢雲劾と交戦状態になり、ブルーフレームに搭乗し、これを応戦するも苦戦する。しかし、劾の依頼主が劾ごと証拠隠滅を図るために来襲したため、劾は任務を放棄し、ロウはレッドフレームに移乗し劾達と共にこれを撃退する。戦闘後、ブルーフレームを劾に譲り、自らはレッドフレームを乗機とした。
その後、劾も認める悪運の強さで幾度となく危機を乗り切り、ケナフ・ルキーニからは興味を持たれることになった。また、コロニー・グレイブヤードの住人である蘊・奥から技術と活人剣を受け継いだ。ロウにとってモビルスーツ (MS)とは単なる兵器ではなく、人を活かすための機械である（ASTRAYは「邪道・王道を外れたもの」の意味だが、この場合は人を活かすための機械=兵器としては王道を外れたものと言う意味も込められている）。曰く、「俺はジャンク屋だ、人殺しはしねぇ」。
本来、ロウはナチュラルであるためにMSは扱えないが、レッドフレームに試験的に搭載されたナチュラル用OSと、人工知能を持ったコンピューター「8」のサポート、そして彼が持つ天性のセンスによって操縦している。その操縦データはM1アストレイのOS開発にも活用されている。また、非常に高い技術力及び発想力を持っており、独自にMSの改修や様々なオプションパーツの開発、運用を行っている。ブルーフレームセカンドLやアウトフレーム、ドレッドノートイータもロウが改修を行った。搭乗機のレッドフレームにも、幾つかの奇抜な自作装備が存在しており、レアメタルΩを丸ごと使用した全長150mのMS用日本刀「150ガーベラ」を製作した。
『SEED』の小説版では、ロウ達がオーブを訪れた際、オノゴロ島に潜入しモルゲンレーテ社の制服を着ていたクルーゼ隊のアスラン・ザラ達と遭遇し、第2ドックへの道を尋ねている（ロウ達は「外来者らしい3人組」となっている）。また、ロウがレッドフレームのフライトユニット試験中に、オーブでストライクとイージスの交戦に遭遇し、中破したストライクから、非常用シャッターをこじ開けて重傷を負ったキラ・ヤマトを救助している（ロウは「ジャンク屋の男」となっている）。ラクス・クラインやアンドリュー・バルトフェルドも助けていることからSEED本編の影の立役者と言える。
『FRAME ASTRAYS』に於いても重要な位置にいたが、暴走したルカス・オドネルに至近距離から銃弾を受け、射殺されたと思われたが奇跡的に急所は外れていた。その直後、全身に包帯を巻いた姿でレッドフレームを操縦して登場した。
『VS ASTRAY』では久々にメインキャラクターとして復活。かつての師匠でもある蘊・奥率いるライブラリアン所属の機体に襲われるが、天性の悪運とメカニック知識によってその場を退ける。その後、蘊・奥が置いていった日本刀タイガーピアスを装備、そして自分の知りうる限りの知識を全て注ぎ込んだ「レッドフレーム改」を完成させ、ライブラリアンとの戦いに挑む。モチーフは布袋寅泰。
『天空の皇女』最終話では名前の由来がロウ自身から語られており、元々は親も不明な孤児であり、拾ったジャンク屋の老人（実は蘊・奥のバクゥに伝八が操縦できるよう改造を施したジャンク屋であった）は「Love（ラブ）」と名付けようとしたが、「Lowe（ロウ）」と誤記してしまい、ロウという名になったと話している。
いわゆる「ガンダム顔」のMSを「アストレイ」と呼ぶ（キラ・ヤマトが「ガンダム」と呼ぶのと同様）。
ときた版と戸田版ではロウの頭につけているものが異なっている。

#### 叢雲劾（ムラクモ・ガイ）
声：井上和彦
【性別：男性・戦闘用コーディネイター / 年齢：26歳 / 所属：傭兵部隊サーペントテール / 搭乗機：ブルーフレーム、ブルーフレーム セカンドG、ブルーフレーム セカンドL、ブルーフレーム サード、ブルーフレーム セカンドリバイ、ブルーフレーム フォース、ブルーフレームD、ガイ専用ジン、メビウス、ゲイツ、ハイペリオンG / 登場作品：○|○|○|-|○|○|○|○|○】
スニーカー版『ASTRAY』の主人公で、ほぼ全作に登場。傭兵部隊サーペントテールを率いる凄腕の傭兵であり、地球連合軍に作られたコーディネイター。その戦闘能力は、コーディネイター生来のもの以上に傭兵としての活動の中で積み上げてきた部分が大きく「機動戦士ガンダムSEED」世界においてトップクラスのパイロットであり、劇中では度々その傭兵としての腕を「最強」と表現されている。
コロニー・ヘリオポリスが崩壊した際、「アストレイの処分と、その目撃者の始末」を行う依頼を受けて潜入する。しかし、依頼主の裏切りにより自らも発見者として始末されかかるが、その場に居合わせたジャンク屋のロウ・ギュールとの共闘により返り討ちにする。劾は元々、専用の機体を持たず、任務ごとに違う機体を調達していたが、この時にロウからブルーフレームを譲り受け、以後は搭乗機とした。
劾の過去を知る者は皆無であり、仲間であるサーペントテールのメンバーすら、彼の過去を知らなかった。しかし、ソキウスとの戦闘後、自らがソキウスと同じ地球連合軍に作られた戦闘用コーディネイターであることを明かす。劾に施された戦闘能力強化は非常に完成度が高いが、心理コントロールが不完全であったことから、研究所を脱走した。ソキウスの挑戦を受けた理由も、同じ戦闘用コーディネイターだからであり、自由を手にして欲しいと考えたためである。また、ブルーコスモスを敵視している。
戦闘用コーディネイターである劾の網膜には管理コードが打ち込まれており、分かる人間が見れば素性を知られてしまうため、それを隠すために常にサングラスを着用している。
後に『機動戦士ガンダムSEED DESTINY　ASTRAY B』にて、彼のより詳細な過去が明かされており、戦闘用コーディネイター開発において、CE45年に初めて製作された最初の「完成体」である事、当初は網膜に刻まれた管理コード上位二桁の番号で呼ばれていたが、次第に廃れその代わりに「男」や「奴」を表す"GUY"という通称で呼ばれるようになったこと、のちに自分で名乗るようになった「劾（GUI）」という名前は当時5歳のCE50年にそれを逆用してダンテと二人で自分で自分に付けた「真の名前」である事、生まれつきの性格として「生来一人では生きてはいけない」性格であり、遺伝子設計で付与されたものではない「人を引き付ける不思議な魅力」を生来持っている事、モビルスーツ戦を踏まえた遺伝子調整は施されていないこと、ダンテより彼が習得している古武術を仕込まれていること、どういう形でも生み出された事を作った者たちへ感謝していること、等の様々な過去が明かされた。
遺伝子操作によらない「神によって与えられた生まれつきの才能」として、密かに優れた空間認識力を保持しており、ダンテの戦闘用コーディネイターに対しての教育の過程で教え込まれた「自分の得意とする技をこそ隠す」という考えで、誰にも明かしてはならない「最後の切り札／特技」として幼少の頃から育てられたダンテにすら秘匿している。
『DESTINY ASTRAY』の電撃ホビーマガジン版下巻では、劾は「カレーにはソースをかける」ことが明かされた。
ゲームソフト『スーパーロボット大戦W』では、終盤に、劾自身やソキウス、プレア・レヴェリー、カナード・パルス、ブーステッドマンなどの存在を生み出したムルタ・アズラエルを自らの宿敵（私怨はないと語っている）として追い詰める一幕がある。この際、素性を知られてしまうために外そうとしなかったサングラスを敢えて外しているが、戦闘用コーディネーターが復讐に来たと怯えるアズラエルを見て「自分が殺す価値すらない」と直接は手を下さなかった。同作ではラウ・ル・クルーゼとは「人為的に生み出された人間同士だが、同時に対極の道を選んだ存在」として描かれており、ラウにある程度の同情を示しながらも彼の行為を「無意味な戦い」、「俺はお前のように生命を無駄に使わない」、「世界を闇に包んでいるのはお前（ラウ）自身」と完全否定した。また、同作では原作で死亡しているトール・ケーニヒ、ニコル・アマルフィ、ナタル・バジルールの3人を救出するという役でもあった。

#### サハク姉弟
代々オーブにおいて軍事部門を影で担ってきた、オーブ五大氏族の1つサハク家の後継者である双子の姉弟で、「オーブの影の軍神」という異名を持つ。アストレイのゴールドフレームを所有する。他の氏族と同じく、血縁よりも能力を重視する超現実主義により、サハク家当主であるコトー・サハクの養子となるべく作られたコーディネイター。共に長髪、190cm近い長身で、顔も瓜二つ。能力も戦闘用コーディネイターの劾を上回る。
オーブ国成立の頃から汚れ仕事を担ってきたのに加え、五大氏族の中でも並外れて優生学的な思想に偏っていたサハク家は、オーブが連合やプラントに引けを取らない技術を有していながら、争いを望まない国民達の意思やナチュラルとコーディネイターの平和的な共存を最優先して中立を語るアスハ家と対立関係にあり、中立主義を貫く故に連合との技術提携を断った元首のウズミのことも公然と批判。この結果、サハク姉弟は「世界は優れた一握りの者によって導かれるべきである」という思想を抱く様になり、独断でムルタ・アズラエルに接触し、G兵器の開発を始めとする技術提携を行う等、能動的な介入を行っていくようになる。
しかし、G兵器が配備されていたコロニー「ヘリオポリス」がザフトの襲撃を受け、崩壊してしまう大惨事となったのを機に、真実を知ったウズミ・ナラ・アスハから自分達の行いを厳しく糾弾され、その勢力を割く為にあえて自分の暗躍として責任を取った彼によって目論見を潰されたが、ロンド姉弟は諦めようとせず、オーブのマスドライバーの価値を高める為に民間施設であるギガフロートを攻撃する等、過激とも言える暗躍を繰り返し、第三次ビクトリア攻防戦時には連合側に直接的な軍事協力もするようになる。それによってオーブへの不介入の協定をしていたのだが、アズラエルを見くびりすぎてしまった結果、オーブの技術力に目をつけた彼によって協定は反故にされ、自分達が第三次ビクトリア攻防戦に参戦している間に、アズラエルが直接指揮を執る形でオーブのマスドライバーとモルゲンレーテ社が狙われ、オーブ解放作戦によってオーブは壊滅してしまう事態となってしまう。その際に養父のコトー・サハクが死亡したため、サハク家の当主を2人が受け継いでいる。ただし、サハク姉弟とアズラエルの関係については表沙汰にはなっていない上に、被災したオーブ国民の多くを宇宙ステーション「アメノミハシラ」に迎え入れた結果、サハク家は責任を問われず、オーブ侵攻と壊滅双方の責任はウズミ一人のものとなっている。
しかし、オーブ国民達を危険に晒した事態を招いた報いか、後に弟のギナは自らの力を過信した末に、サーペントテールの叢雲劾に殺害され、その意思は双子の姉のミナの方が継ぐ事になるが、拠点アメノミハシラに訪れたロウ・ギュールとの邂逅を機に、その考えを変えるに至った。

##### ロンド・ギナ・サハク
声：飛田展男
【性別：男性・コーディネイター / 年齢：不明 / 所属：オーブ連合首長国 / 搭乗機：ゴールドフレーム、ゴールドフレーム天 / 登場作品：○|-|-|-|-|-|-|-|○】
『ASTRAY』に登場。ミナの双子の弟。
地球連合軍によるMSの量産体制が本格的に整い、地上での戦線はその物量差から次第に地球連合軍有利な情勢となり、ギナは地球連合軍の宇宙進出を助勢すべく第三次ビクトリア攻防戦に参戦。協力の見返りとして最新鋭MSソードカラミティや、地球連合軍の戦闘用コーディネイターソキウス三人を譲り受ける。
疎ましく思っていた元首のウズミが死亡したことを期に、かねてより抱いていた「支配者による統治世界の構築」 を目指し、計画を加速させた。しかし、完成したゴールドフレーム天でザフト艦隊を殲滅中に現れたロウのレッドフレームとの交戦で敗北。情報屋のルキーニから情報を得て駆けつけた劾によって止めを刺され死亡した。また、それより以前に、モルゲンレーテ社の技術主任エリカ・シモンズを利用して次代のオーブ首長のカガリ暗殺を試みたが、同じく劾の介入により失敗に終わっている。
その後、カーボンヒューマンとなって復活。詳しくはロンド・ギナ・サハク（カーボンヒューマン）を参照。
『天空の皇女』ではオーブに移住して間もない頃のラスとパーティにて出会い会話して、彼女に興味関心を抱いていたことが明らかとなっており、カーボンヒューマンのギナにもその記憶が受け継がれている。

##### ロンド・ミナ・サハク
声：勝生真沙子
【性別：女性・コーディネイター / 年齢：不明 / 所属：オーブ連合首長国 / 搭乗機：ゴールドフレーム天ミナ、ゴールドフレーム天ミナC / 登場作品：○|○|○|○|○|○|○|-|○】
『ASTRAY』に初登場し、ほぼ全作に登場。ギナの双子の姉で、同じく世界統治の思想を抱いた。
ギナの第三次ビクトリア攻防戦の参戦と時を同じくして、やがて訪れるであろう宇宙への戦線移行に備えオーブ所有の宇宙ステーション「アメノミハシラ」へ移動した。
ギナの死後も世界統治を目指していたが、その後、アメノミハシラの施設の借用を願い出てきたロウと邂逅。その際、オーブでの戦火から逃れたオーブ国民が懸命に働く人々を見たロウが発した一言から、「国とは民のことであり、場所のことではない」 ということに気付かされ、世界統治の考えを改めるに至った。それに関連して、オーブ再興の時期が来るまでアメノミハシラに匿っていた国民を各地に潜伏させることを決めた。そうした考えはより明確なものとなり、後に「天空の宣言」と呼ばれる計画を全世界に発信。これは「他人の理想を妨げない限り、人は信念に従って生きるべきであり、国や組織はそれを支援するべきだ」というもので、従来の国家とは正反対の思想であった。以後、この思想に賛同した組織や街などに無条件の援助を行い、時には戦闘に参加するなど、プラント最高評議会議長ギルバート・デュランダルに「オーブの影の軍神」と評された。以降、ミナは「自らの民」達と共にいずれ訪れるであろう新生オーブ再建の機を見極めるべく地上の動静を天空から静かに見据えている。
後にカーボンヒューマンとして復活したギナと再会。しかし、ギナは未だに世界統治に野望を抱いていたため、対決する道を選んだ。
『天空の皇女』では養子とはいえ自身が親になることには感慨を覚えているが、ラスや風花からは母というより「父親認定」されている。また劾とは弟の仇という間柄ながら、私的な話もできる相手として「模擬戦の相手」として付き合いが続いている。同作では基本的にラスと風花を助言する立場であったが、フェアネスとの決戦の際はゴールドフレーム天ミナCの搭乗しミラージュコロイドで姿を消して密かに戦場に出ており、ラスと風花がフェアネスを仕留め損ね反撃を受けそうになった際にラスを庇って負傷するも戦いを終わらせ、意識を取り戻した後にラスと風花へ「母が子を守るのに理由など必要あるまい」と告げ、二人から母親と認められた。

### 第2作『X ASTRAY』

#### プレア・レヴェリー
声：小島幸子
【性別：男性・ナチュラル / 年齢：不明 / 搭乗機：ドレッドノート（Xアストレイ） / 登場作品：○|○|-|-|-|-|-|-|-】
『X ASTRAY』の主人公。『ASTRAYスニーカー版』にも登場している。
オーブのマルキオ導師からドレッドノートの受け取りを命じられた少年。
グリマルディ戦線において壊滅した地球連合軍のメビウス・ゼロ部隊のパイロットのクローンとして生まれる。プレア自身も高度な空間認識能力を保持しており、ドラグーン・システムやガンバレル・システムを扱うことが出来る。
オーブのマルキオ導師から「運命の子」と呼ばれたプレアは、地上のエネルギー不足で苦しむ人々を救うために、ザフト軍のMS、ドレッドノートの受け取りを命じられる。だが、肝心のニュートロンジャマーキャンセラーを搭載した頭部を傭兵部隊サーペントテールに奪われてしまったところを、ジャンク屋のロウ・ギュールに助けられた。
その後、ニュートロンジャマーキャンセラーを狙って襲撃してきたカナード・パルスとハイペリオンに大きな傷を負わせる。その戦いの最中、プレアはカナードの悲しい怒りを感じ、あえてユーラシア連邦に投降する。しかし、カナードと分かり合えないままロウの所へ戻り、ドレッドノートをドラグーン・システムで強化したXアストレイでカナードを止めるために出撃する。
戦闘中、プレアはドラグーンシステムによりハイペリオンを追い詰め、核エンジンの暴走を誘う。そして自機でカナードを爆風から守りながら、人は人それぞれの生き方があり、代わりなど存在しないことを伝える。だがその直後、プレアは細胞機能の停止を起こして死亡した。それは、不完全なクローンであった彼に宿命付けられていた早すぎる寿命であった。
プレアは、死後も幻となって、風花・アジャーやカナードの前に現れている。

#### カナード・パルス
声：保志総一朗
【性別：男性・スーパーコーディネイター / 年齢：17歳 / 所属：地球連合軍ユーラシア連邦特務部隊X→傭兵部隊X / 搭乗機：ハイペリオン（1号機）、ドレッドノートイータ / 登場作品：○|○|○|-|-|○|-|○|○】
『X ASTRAY』のプレアと並ぶもう1人の主人公。ユーラシア連邦特務部隊Xに所属するパイロット。
ユーラシア連邦が独自の技術で開発したMSハイペリオンのパイロット。キラ・ヤマトと同じスーパーコーディネイターとして誕生するが、カナードはキラと異なり失敗作である。そのため唯一の成功例のキラに異常な対抗心を持っている。表情こそ険しいが、キラとほぼ同様の身体的特徴（髪や目の色など）で声質もほぼ同様（ゲームにおける担当声優もキラと同じ保志である）であるなど多くの共通点があるが、これは受精卵に血縁があるのか遺伝子がほぼ同一のためなのかといったことは明確にされていない。しかし、キラとは大きく異なる環境で過ごした影響か、性格は苛烈かつ攻撃的であり、少しでも気に入らない事があれば攻撃行動に出て相手を殺す事も躊躇わない等、登場当初は自制心が大きく欠けていて、人としての道を殆ど踏み外しかけていた。
幼少期は研究所でモルモット扱いされており、1度脱走している。その際に謎の黒髪の男性と出会い、キラの存在を教えられ、それを期にキラに執着するようになった。なお、謎の黒髪の男の正体は変装したラウ・ル・クルーゼとされる。
その能力は通常のコーディネイターとは比較にならない程であり、傭兵部隊サーペントテールとの交戦では叢雲劾と互角以上の戦闘を繰り広げた。
プレア・レヴェリーに出会い、プレアの搭乗するドレッドノートと2度交戦を行うが敗北し、最後にハイペリオンは大爆発してしまう。そして、プレアに人には人それぞれの生き方があり、代わりなど存在しないことを命がけで教えられる。プレアの死により、キラを殺し自分がスーパーコーディネイターの代わりになる野望を捨て、自分自身を探すための旅を始める。その後、マルキオ導師の住む島の砂浜でキラを目撃するが、何もせずに穏やかな表情で立ち去っている。
その後、傭兵として活動し、プレアから譲り受けたドレッドノートはジャンク屋のロウ・ギュールにより改装され、ドレッドノートイータとしてカナードの搭乗機になった。傭兵となっても暴走することがしばしばあり、ジェス・リブルの取材を護衛する任務中にゲルズゲーと交戦、自身の機体の使用するアルミューレ・リュミエールと同じ原理の装備を持っている事に激怒して、徹底的に破壊した。
『VS ASTRAY』で、プレアがライブラリアンの最高司書官として行動しているのを耳にし、カナードはそのプレアが偽者であると断言し、行動を開始する。

### 第3作『DESTINY ASTRAY』

#### ジェス・リブル
声：うえだゆうじ
【性別：男性・ナチュラル / 年齢：20歳 / 職業：フォト・ジャーナリスト / 搭乗機：レイスタ、アストレイ アウトフレーム、アウトフレームD / 異名：野次馬バカ / 登場作品：○|-|○|○|-|○|○|-|○|○】
第3作『DESTINY ASTRAY』の主人公。ナチュラルのフォト・ジャーナリストで、この世界でも珍しいMSに乗ったカメラマン。SEED本篇でアークエンジェル隊がバルトフェルド隊を打ち破った頃、まだ生身で行動していたある日にザフトのMS部隊と傭兵部隊サーペントテールの戦闘を偶然撮影し、とりわけアストレイ ブルーフレームの姿に目を奪われたことで「MSの視点から被写体を撮る」という思いを抱きMSの操縦技術を習得した。性格は熱血で、あまり考えずに現場に飛び込んでしまう。「自分の見た真実をみんなに伝えたい」という使命感を持っている。そのため、取材対象に強く入れ込んでしまいがちであり、「野次馬バカ」の異名はそれを皮肉ったものである。根拠のない、確証の低い一面的な視点のウワサや、ほかの報道が間違っている場合、特に強く反発する。自分では、絶対にウソをつかないと誓っている。
マティアスの依頼でジェネシスαの取材に行った際、レイスタの頭部を破壊され叢雲劾達に捕らえられるが、ロウ・ギュールと意気投合しアストレイ アウトフレームを譲り受け、人工知能を持ったコンピュータ「8（ハチ）」も貸与される。
乗機のアウトフレームを駆り、MSサイズのカメラ（ガンカメラ）で戦争の決定的瞬間を狙い、真実を追う。後のシリーズでは相変わらず批判はあるが、ジャーナリストとしての実績は評価され発言力も増している。
特に頭脳明晰でも優れたMSの操縦技術をもっているわけでもないごく平凡なナチュラルの青年に過ぎないが、どこまでも真実を追い続け見通すという信念を貫く様は、彼に関わった人物に大きな影響を与えている。

#### カイト・マディガン
声：大塚明夫
【性別：男性・コーディネイター / 年齢：22歳 / 職業：フリーのMSパイロット / 搭乗機：マディガン専用ジン、ジンアサルト、マディガン専用ディンレイヴン、正式量産型スカイグラスパー、マディガン専用ザクファントム、ゴールドフレーム天ミナ、アストレイ アウトフレーム、アウトフレームD、テスタメント、レーゲンデュエル、アストレイ レッドドラゴニクス / 登場作品：-|-|○|-|-|○|-|-|○】
『DESTINY ASTRAY』に初登場。サー・マティアスからの依頼でジェス・リブルとコンビ（護衛）を組んで行動する、フリーのMSパイロット。いつもパリッとしたスーツを着こなしている（しかし、対テスタメント戦ではノースリーブの戦闘服を着用している）。MSを使ったさまざまな依頼を受けるが、その中には戦闘も多く含まれるため、立場としてはかなり傭兵に近い。自分の実力に相当の自信を持つため、戦闘の際も寒冷地に赴くことになってもパイロットスーツを着ることはほとんどない。連合製・ザフト製を問わず、「コレクション」と称する無数の機体を所有しており、任務の度に乗り換える。なお、この中には当時ザフトでも一部でしか配備が進んでいない最新鋭の「ミレニアムシリーズ」といった合法的に手に入れることが不可能に近く、また入手経緯が限りなく疑わしい機体（典型的な例が前述のミレニアムシリーズやソードカラミティを2機（レナ、エドの機体を回収した））まで所有しており、それらの修復・整備・保管・稼働テストを行うための設備（兼、自宅）として「コロニー1基」を丸ごと所有している。これは戦争で放棄されたものを安く買い取ったのだろうが、稼ぎの大半はコレクションと設備の維持費に消えていると考えられる。
さらにテスタメント入手の際に叢雲劾・イライジャ・キールが使用していたミーティアもついでに手に入れようとしていた（どうなったかは不明）。
かなりの女好きであり、女性を見つけると決まって声をかける。常にスーツを着ているのもナンパのためのオシャレのようで、劇中で「星屑のキャラバン」に捕らえられた時も、スーツにシワが付かないように気を使っていた。その一方で子供に対しては親切であり、ジェスによれば「保育士か小学校の先生として食っていけるだろう」と称しており、子供扱いされることが嫌いな風花・アジャーからは対等に扱ってくれる人物として非常に好かれている。但し、セトナ･ウィンタースに対してはあまりにも不明な点が多いためか信用していない。ちなみに、頭髪は金色だが眉毛や髭は黒い。染色しているのか生まれつきなのかは不明。
コーディネイターであるが、外見が親の望むようにならなかったらしく、それが理由で捨てられた過去を持つ。そういったコーディネイター達を兵士として育て派遣する組織、「サーカス」の出身である。テスト（複数対1で勝利すれば、組織を抜けられる）で組織を正式に抜けるため、必死で操縦の腕を磨いた。美しい容姿をもつイライジャを嫌うのも、その過去が原因で努力をしない者を認めないからである（実際は、イライジャは強くなるための努力を惜しまなかったため、現在ではエースパイロットに匹敵する能力を身に付けている）。ちなみに彼が所有する機体は、左胸を中心に十字が描かれているが、それは組織のテストで的になる者の機体につけられるマークである。
このような過去を持つので、自分を必要とするパートナーを求めており、女性に声をかけるのもそのためである。子供に親切なのも、自分が悲惨な幼少時代を過ごしたためである。
彼は複合武器を好み、常に専用の銃（ビームと実弾を切り替えでき、ナイフも取り付けられている）をMSに装備させている。ジェスの訓練でザクファントムに乗った時も、シールド、大剣、ガトリング砲を使い分けできるショルダーシールドを装備させていた。新たな愛機となったテスタメントにも自分専用の銃を装備している。
『VS ASTRAY』ではジェスが取材中に攻撃を受けるようなことも減ったため、再び個人での仕事も受けておりライブラリアンに雇われてレーゲンデュエルに搭乗しているが、ライブラリアンの正式メンバーではない。
『天空の皇女』では、フェアネスからの依頼でMS操縦のインストラクターをしていた。訓練期間終了後にジェスからの依頼で、彼の取材に同行する。ジェスの野次馬ぶりには呆れつつも、彼の勘働きは信用している。
『FREEDOM ASTRAY』では、ザフトを退職したコートニー・ヒエロニムスを雇って、自身の収集したモビルスーツコレクションを収めたスペースコロニーで、モビルスーツコレクションを管理させている。

### 第4作『Δ ASTRAY』

#### アグニス・ブラーエ
声：福山潤（ゲーム『Gジェネ CROSSRAYS』）
【性別：男性・コーディネイター / 年齢：16歳 / 所属：マーシャン / 搭乗機：デルタアストレイ、ターンデルタ / 登場作品：-|-|-|○|-|○|-|-|-】
第4作『Δ ASTRAY』の主人公。火星のオーストレール・コロニーからやって来たマーシャン（火星人）。セトナ・ウィンタースの弟。火星から派遣された使節団のリーダーだが、使節とは別に特別な任務を与えられていた。赤い瞳とシルバーブルーの長髪が特徴的な美少年。
遺伝子調整によって生まれながらにリーダーとしての資質が与えられている一方、MSパイロットとしても高い技量を誇り、デルタアストレイのメインパイロットとして活躍した。危険を恐れぬ勇気を持ち、「まず相手を信じることが、敵を作らず相手の敵とならないための最善の方法」という信条を唱えているが、短気であり、激しくなりやすい一面も見せた（アイザック曰く「まるでイザーク隊長のようだ」）。激昂した時の口癖は、「我慢ならん!!」。また、何処か自分の信念や理念を他人にまで強いる部分を持っており、ロンド・ミナ・サハクにもそのことを厳しく指摘されていた。特にキラとカガリについてはそれが顕著であり、外部の人間とはいえカガリの指輪を見ているにも拘わらず政略結婚を認め、その上でヤキン・ドゥーエで活躍したキラがカガリを連れ出した理由を理解出来ず、二人の大戦の英雄という面しか見ていないアニメ本編でのラクスに対する偶像崇拝の一端を見せていた。
遺伝子に裏付けされた自分の能力に自信を持っており、ある意味でギルバート・デュランダルに近い思想を持っている人物だったが、多くの人々との出会いや戦いの中で自分を遺伝子という枠に縛り付けていたことを悟り、改めて地球と火星の共存のために戦うことを決意した。
『VS ASTRAY』でターンデルタを未知の敵（後にライブラリアンのレーゲンデュエルと判明）との交戦で大破され、ロウに修理を依頼しようとするが、ロウの機体の強化を選択してターンデルタのパーツを提供した。

### 第5作『FRAME ASTRAY』

#### トロヤ・ノワレ
声：若山晃久（ゲーム『Gジェネ CROSSRAYS』）
【性別：男性・ナチュラル / 年齢：不明 / 所属：東アジア共和国反政府ゲリラ / 搭乗機：グリーンフレーム / 登場作品：-|-|-|-|○|○|-|-|○】
第5作『FRAME ASTRAYS』の主人公。東アジア共和国第13密林保護区に潜伏する反政府ゲリラの青年。同ゲリラに参加していたバリー・ホーを師と仰ぎ、彼から譲られたグリーンフレームに搭乗し戦う。正義感の強い熱血漢な性格をしている反面、かなりのお調子者でもあり、当初はそれが災いして責任感の欠けた行動や、乗っている機体の特性をちゃんと理解せず油断して返り討ちに遭う未熟な面が目立っていた。「密林のファイヤーボール」と呼ばれている異名も、グリーンフレームのビームライフルの発射テストの際、誤って周囲の森林を焼き払って大規模な山火事を引き起こしてしまった事で、その時の出来事と性格から皮肉を込めて呼ばれる様になったからである。
中盤で自身とグリーンフレームの力を過信し、連合の基地に乗り込んで劾と交戦するが、技量と覚悟の未熟さから破れ捕虜となる。牢の中で風花からグリーンフレームの特性を教えられ、そして自身の戦う理由に改めて気付き、アジア圏の平和と大切な者を守るために戦うことを決意し、ロウの勧めもあって牢から解放される。そして、ロウが持ってきたツインソードライフルをグリーンフレームに装備してゲリラの村に急ぐが、村に到着した時にはすでに師・バリーは死亡していた。師を失った悲しみを抱きながらも、アジア圏の平和のために単身ザフトの基地に乗り込み、和平交渉を行う。
和平交渉は成功し、一旦はアジア圏に平和が訪れるが、今度はそれを不服とするルカスやスーたちが所属勢力から離反し、第四軍を創設してしまう。トロヤは平和を守るために、劾やレオンズたちと協力して第四軍に立ち向かう。そして、最終決戦にてバリーを殺したスーと交戦し、師から教わった戦法でスーを打ち破った。戦闘終結後、スーに人の「心」を教えるためにスーを引き取る。
『天空の皇女』ではND-HEと共にロウと劾の頼みを受け、フェアネスとの戦いのためアメノミハラシを訪れた。

### 第9作『天空の皇女』

#### ラス・ウィンスレット
【性別：女性・コーディネイター / 年齢：不明 / 所属：アメノミハシラ / 搭乗機：バクゥ、ラゴゥ、ゴールドフレーム 天ハナ、ゴールドフレーム アマテラス / 登場作品：-|-|-|-|-|-|-|-|○】
『天空の皇女』の主人公。ロンド・ミナ・サハクが自身の後継者候補として選んだ二人の少女の内の一人。
元はスカンジナビア王国の出身であったが、父親であるウィンスレット・ワールド・コンツェルン社（W.W.K）の代表の都合で、オーブに移住。到着後のパーティーにて、ロンド姉弟と出会っている。C.E.71年のオーブ解放作戦で父親と愛犬のバリーを失い、会社も地球連合に接収され、自身はコーディネイターであることを理由に、連合管轄の施設で幽閉同然の処遇を受けていた。
それから数年後、ミナによって救出されると同時に彼女の後継者候補に選ばれ、当初は戸惑い悩んでいたが、風花と行動を共にし、様々な人間と関わっていくにつれて、自らの意思で後継者を目指す決意をする。物語の途中でフェアネスや劾たちの協力を得て、W.W.Kの経営権を連合から取り戻した。
両親がナチュラルの第一世代コーディネイターであるが、MSの操縦が好きであることと変な嗜好を持っている点を除けば、何処にでもいるごく普通の少女と言える。ただし、大企業の令嬢であったためか、風花と対照的にかなりの世間知らずな面があり、幾つかの言動からも腹に一物抱えているフェアネスの表面上の善意に心酔し、「トップ･オブ･トップ」と評して憧れを抱いている。フェアネスの目的を知ってからは彼の行く末を見届けるためあえて彼に付き風花と敵対するが、終盤に風花から『天空の皇女』の座を継ぐことでアメノミハシラ側に復帰し、フェアネスと一戦交えることで心変わりさせることに成功する。
ラクス・クラインやカガリ・ユラ・アスハ、ミーア・キャンベル、セトナ・ウィンタース等と同じ立ち位置で描かれたキャラクターと言え、太陽を模したと思われる髪飾りを複数付けている。
『天空の皇女』最終巻（4巻）の後書きによると、ラスという名前は日本神話の太陽神「アマテラス」から採られており、ロンド姉弟の名がイザナミとイザナギに由来する事に対応したものである。

#### 風花・アジャー
声：小林ゆう
【性別：女性・ナチュラル / 年齢：6歳 / 所属：傭兵部隊サーペントテール / 搭乗機：ゴールドフレーム 天ハナ、ゴールドフレーム アマテラス / 登場作品：○|○|○|-|○|○|-|○|○】
『ASTRAY』に初登場。傭兵部隊サーペントテールの見習い隊員であり、ロレッタ・アジャーの一人娘。
名前の風花（かざはな）は、気象現象の「風花」に由来する。幼いながらも大人顔負けの行動力と判断力を持ち合わせ、劾の代理として交渉に赴き、ブルーフレームの操縦を一時的に任されたこともあった。任務中や劾の前では傭兵部隊の一員として分をわきまえた行動をとるが、それ以外の時では年相応の少女らしい一面も見せる。小説版では、リードに「かざっぱな」と呼ばれることを嫌がっていた。
『X ASTRAY』では、自分と年齢の近いプレアと関わっていく事になり、最終的にその死をカナードと共に見取ることになった。
子供であることを理由に見下されることを非常に嫌っており、自分を対等に扱ってくれるカイトに非常に懐いていた。父親が不明のため、自分にコーディネイターの血が流れていることを期待している時期もあったが、カイトから彼の過去や捨てられたコーディネイターたちの悲惨な実態を知ってからは、そうは考えなくなっている。
『天空の皇女』では、もうひとりの主人公として、ミナの後継者候補としてラスと共に各地で見聞を広めていく。物語の中盤にミナから後継者『天空の皇女』に指名されるが、終盤でフェアネスを止めるにあたり、ラスを次の『皇女』に指名する形で返上した。

## 民間人

### ジャンク屋

#### ロウ・ギュール
詳細は#主要人物を参照。

#### 山吹樹里（ヤマブキキサト）
声：倉田雅世（プロモーションビデオ『ガンダムSEED MSV』、ゲーム『Gジェネ OVER WORLD』以降） / 豊口めぐみ（ゲーム『Gジェネ SEED』のみ）
【性別：女性・ナチュラル / 年齢：16歳 / 所属：ジャンク屋組合 / 搭乗機：キメラ、プロトラゴゥ / 登場作品：○|○|○|○|○|○|○|-|○】
『ASTRAY』に初登場。でロウ・ギュール達と行動を共にするジャンク屋組合の一員。自分に自信が持てない臆病な性格で、物事をマイナスに考えがちである。そのため、常にロウの突拍子もない行動に振り回されている。しかし、ロウのことを誰よりも心配しており、ゴールドフレーム天との戦闘でロウがピンチに陥った際、彼を救うために勇気を振り絞って出撃する一面もある。
ファーストコーディネイターであるジョージ・グレンの大ファンであり、彼に関連するグッズのコレクションを趣味としているが、リ・ホームの艦長キャプテンG.G.として甦ったジョージが自身の想像とあまりにかけ離れた性格であったため、これを本物と認めておらず、なにかときつくあたっている。
ジェネシスαの接収後、ロウと共に火星に旅立った。
『DESTINY ASTRAY』で地球圏に帰還した後も、ロウと行動を共にしている。その前後にロウに対する思いを伝えたようで二人して顔を赤らめているシーンがある。

#### リーアム・ガーフィールド
声：速水奨
【性別：男性・コーディネイター / 年齢：20歳 / 所属：ジャンク屋組合 / 搭乗機：キメラ、ワークスジン / 登場作品：○|○|○|-|-|○|○|-|○】
『ASTRAY』に初登場。ロウ・ギュール達と行動を共にするジャンク屋組合の一員。組合の中でも珍しいコーディネイター。双子の兄シニスト・ガーフィールドはナチュラルであり、コーディネイターとナチュラルの架け橋になることを望まれて生まれた特殊な出生の持ち主である。そのため、コーディネイターとして生きることにこだわりをもっている。
理知的な性格の常識人で、自身の理解を超えた行動をとるナチュラル、主にロウ観察を日課としている。イージスとの戦闘で重傷を負ったキラを、マルキオ導師と共にラクス・クラインの元へ運んだ。
ロウが火星に旅立った後、フェイズシフト装甲の民間転用やユニウス条約に伴う兵器解体事業を成功させ、ジャンク屋組合の組合長に就任した。

#### プロフェッサー
声：進藤尚美（ゲーム） / 折笠愛（プロモーションビデオ）
【性別：女性・ナチュラル / 年齢：不明 / 所属：ジャンク屋組合 / 登場作品：○|○|○|○|-|○|○|-|○】
『ASTRAY』に初登場。ロウ・ギュール達と行動を共にするジャンク屋組合の一員。ナチュラルである以外、過去の経歴や本名、年齢などは一切不明である。非常に頭脳明晰な美女であり、G.G.ユニットをリ・ホームの管制コンピューターと接続して復活させるなど、常人とはかけ離れた思考を持っている。
エリカ・シモンズとは親友の間柄であり、彼女を通じてさまざまな情報を得ている。
ロウが火星に旅立った後も、ジャンク屋組合に残り、活動している。

#### 8（ハチ）
声：愛河里花子
【所属：持ち主による（ロウ・ギュール、南の島の子供たち、ジェス・リブルなど） / 搭乗機：アストレイ レッド＆ブルーフレーム、ジン、アストレイ アウトフレーム、アウトフレームD、レッドフレーム改 / 登場作品：○|○|○|○|-|○|○|-|○】
『SEED ASTRAY』などに登場。ロウ・ギュールが宇宙で漂流していた戦闘機から発見した人工知能搭載コンピュータ。発見した際にかすれた文字から「8」の一字だけが読み取れたため、ロウによって「ハチ」と命名された。
自分自身の意思を持ち、アタッシュケースサイズのボディに付いたディスプレイに文字や画像を表示したり様々なビープ音を鳴らすことで人間とコミュニケートするため、原作側の設定では発声機能はなく言葉を用いることは出来ないが、OVAの『MOBILE SUIT GUNDAM SEED ASTRAY RED FRAME』（セルDVD 『STARGAZER』 特典収録映像）や関連ゲームのいくつかでは上述の声優が起用され、人間そのもののように流暢な会話が可能な設定で出演しているものがある。また、音楽再生や電気ショック機能もあり、ギガフロートでの戦闘後に遭難した際に親しくなった子供たちに聞かせたり、島民を支配する連合軍兵士の暴力に激怒し見舞うなどした。
システムとリンクさせるとジンを軽々と扱えるほどにMSを操縦できるため、ロウは8のサポートを受けることでナチュラルでありながらアストレイ レッドフレームの操縦が可能となった。そのため、8は「レッドフレームのパイロットは自分だ」と主張している。『SEED ASTRAY』の終盤でロウが火星に行くと決めた際は同行を拒否し、『DESTINY ASTRAY』ではジェス・リブルへ託され地球に残った。その間、ジェスに相談もせずにアウトフレーム用の装備を設計して発注、現物が届いてから教えて驚かせている（費用はおそらくマティアスが出した）。それから『Δ ASTRAY』にかけてロウが地球に戻ってからは再びコンビを組み行動を共にしている。
肝心の構造に関しては、C.E.世界の主流である量子コンピュータを支配してしまうコンピュータウイルスを操るゲル・フィニートと交戦した際に影響を全く受けなかったため前時代的な回路らしいことは判明したが、天才的なメカのセンスを持つロウですら分からないと述べている。その後、ジェスがブレイク・ザ・ワールド事件の被災地へ救済活動に向かったミハイル・コーストを取材すべく同行していた時、8がテロリストからの銃弾を受けてあわや機能停止かという事態に陥るが、ミハイルはブラックボックスであった8を患者とみたてて “手術” するという離れ業をやってのける。しかし、内部構造については「一流の医者として患者のプライバシーは明かせない」として説明を拒否した。

#### ユン・セファン
【性別：女性・ナチュラル / 年齢：18歳 / 所属：モルゲンレーテ社→ジャンク屋組合 /  搭乗機：ユン専用レイスタ / 登場作品：-|-|○|-|-|○|-|-|○】
『DESTINY ASTRAY』に初登場。元モルゲンレーテの技術者で、エリカ・シモンズの部下だった。名前の漢字表記は『尹　世換』となる。コズミック・イラ71年のオーブ防衛戦の時にアストレイシリーズの設計に使用されたモバイルサイズの量子コンピュータ5機 を持って戦艦「クサナギ」に乗り込む予定だったが、極度のおっちょこちょいのためにトラブルが連発し、遅刻して取り残された。その後はモルゲンレーテ跡地にやってきたコバヤシマル・ジューゾー率いるジャンク屋組合（ギルド）に助けられ、そのままギルドに在籍することとなった。
技術者としての腕は確かで、量子コンピュータたちの力を借りて作業用MS MWF-JG71 レイスタの設計をした。設計者だけあって、自分用にカスタマイズしたレイスタ（ユン専用レイスタ）を所有していた。
普段は身だしなみに全く気を使わないが、ドレスアップすると別人と言える程の美しさを見せた。この事に関しては、ジャンク屋組合のプロフェッサーに色々と言われていたからである模様。

#### コバヤシマル・ジューゾー
【性別：男性・ナチュラル / 所属：ジャンク屋組合 / 登場作品：-|-|○|○|-|-|-|-|○】
『DESTINY ASTRAY』に初登場。ジャンク屋組合に所属するジャンク屋の中年で、髭面にヘルメットがトレードマーク。同業者であるロウとも付き合いが長く、ギガフロート建造や、ジェネシスαの改造にも一役買っているようである。親分肌で面倒見の良い性格で、ジャンク屋のメンバー達からも「親分」と慕われている。
コズミック・イラ71年のオーブ防衛戦の後、戦後処理をすべく荒廃したオーブに訪れ、生き残った人々に援助物資を配給していた際、取り残されて途方に暮れていたユン・セファンを発見し、彼女をジャンク屋組合に勧誘した。
『Δ ASTRAY』にも、ジャンク屋メンバーを率いてロウに協力。中破していたデルタアストレイの修理を行った。
『天空の皇女』では、ガーティ・ルー級を改装したと思われるリ・ホーム級2番艦改「ヒヨクマル」を所有。巨大なデブリの通報を受けて回収しに来た際、デブリに残留しているメテオブレイカーを巡ってザフトと揉め事になっており、アメノミハシラに向かう途中であったロウに救援を求めている。

### 情報屋、ジャーナリスト

#### ケナフ・ルキーニ
【性別：男性 ・ナチュラル/ 年齢：不明 / 職業：情報屋 / 搭乗機：ゲルフィニート / 登場作品：○|○|○|○|-|-|-|-|○】
『ASTRAY』に初登場。裏社会で暗躍する謎の情報屋。かなりの甘党でスイーツには目が無く、冷やしたポッキーを常食にしている。卓越したハッキング技術を駆使し、勢力を問わず様々な情報を集めて売りさばいている。
極度の自信家であり、自らがもたらした情報によって世界が動くことを何よりの快楽とする反面、自身の情報操作や予想を覆す者には強い関心を示し、その命運をもてあそぼうとする愉快犯的な人物。一方でアッシュ・グレイのような世界そのものに危険を与える存在は倒すよう協力するなど、世界を滅ぼすようなことに加担する気はない。かつて尊敬していた人物がいたが、その人物が「家族を守る」と言う理由で死んだときから情を切り捨てるようになった。マティスとは対立関係にあり、行方を晦ましていた時にはロンド・ミナ・サハクの元に身を寄せていた。ゲル・フィニートに乗ってロウと劾の前に現れたことがあるが、その後、ルキーニがロウに接触した際はロウはルキーニの事を覚えていなかった。ジェスの真っ直ぐな目は苦手としているが、同時に彼に興味を示しており、『Δ ASTRAY』では、「久しぶり」、「相変わらずだな」と語っている。『ASTRAY R』では、プロフェッサーが「昔付き合ってた情報屋」と、過去に情報屋と付き合っていたことを明かしており、セトナを発見した際に彼女の情報を与えているなど現在でも交流がある。
SEED本編ストーリーにて、ラウ・ル・クルーゼに地球連合軍が開発したG兵器の情報をリークしたのは彼である。更に彼の襲撃前にオーブ側にもクルーゼ襲撃の情報をリークしていた。

#### ジェス・リブル
詳細は#主要人物を参照。

#### マティアス
【性別：男性・ナチュラル / 登場作品：-|-|○|-|-|○|-|-|○】
『DESTINY ASTRAY』に登場。ジェス・リブルやカイト・マディガン、サーペントテールにたびたび取材やその護衛などを依頼をしている男性。普段から女言葉で話すのは、幼い頃より「一族」と呼ばれる組織の中で女装して育った影響であるらしいが、本人はオカマではなく「紳士」と自称している。
プレア・レヴェリーやセトナ・ウィンタースなどの複雑な過去を持った者たちを保護していたことがある。
その正体は人類の幸福のため世界を影から操ってきた「一族」と呼ばれる組織の末裔。本来は一族の次期党首であったが、妹のマティスに男性であることを見抜かれ、女系組織である一族内での権限を喪失。一族から追放された。その後、独力で一族に匹敵する組織を作り上げ、一族のやり方とは別の方法で人類の幸福を追求している。これは一族と同様の規模の組織を作って自分がその頂点に立つことで「迂闊にマティアスを暗殺すると、悪意あるものがその組織を受け継いで人類の脅威になる可能性がある」という状態を作り出し、一族から身を守るためでもあった。なお、マティアスの能力は一族の歴史上においても突出しており、単独且つ独力で巨大組織や国家財産並みの財力を作れたのは特例中の特例とされる。
ナチュラルではあるが、一族の党首家系は数千年にかけて情報の扱いに優れた者同士で婚姻を続けてきたため遺伝子レベルで情報処理法力が強化されており、彼は自身の血統を「コーディネーター以上に遺伝子を弄んでいる」と称している。
ジェスらとの出会いのうちに、一族がいなくても人類が生きていけることを確信。一族を滅ぼすため自ら乗船していた船を自爆させ、マティスと共に爆死した。
自分と関係のあった人物への助言として、「まるで生きている本人と会話をしているような」映像を自分の屋敷に遺している。

#### ベルナデット・ルルー
【性別：女性・コーディネイター / 年齢：22歳 / 所属：プラント / 登場作品：-|-|○|-|-|-|-|-|○】
『DESTINY ASTRAY』に登場。ジェス・リブルと同じく、ジャーナリストである。しかし、彼女はプラントの正式な報道機関の者であり、非常に有能な人材として有名。正式なジャーナリスト故なのか、コーディネイター故なのかは不明だが、フリーでナチュラルであるジェスの事を内心では馬鹿にしている節がある。
女性としてはかなり背が高く、本人は結構気にしている。実は仕事のしすぎで視力が低下しており、普段はコンタクトで1人でいる時か心を許した人の前でのみメガネをかけている（漫画版最終刊でメガネをかけた設定イラストあり）。
南米独立戦争時に負傷したエドワード・ハレルソンを密入国させたと言う理由で反逆罪に問われる。その後エドと共に連合に引き渡されるはずだったが、プラントの事情を知りすぎていたことで、シャトル内で不慮の事故という方向で証拠隠滅されかかる。しかし、ジャン・キャリーやイルド・ジョラールらの介入によって、最終的にはエドと一緒に救出され、アメノミハシラに身を寄せることになる。なお、このエドを匿った件に関しては、プラント政府から正式な許可を得ており、本来は不問となっていたはずのものであった。実際のところ罪状は身柄拘束のための口実に過ぎず、彼女がデュランダルの意に反した取材を行おう（その場ではデュランダルは許可を出したが、その後で彼女の身柄を拘束している）としたことが原因である。
信じていたプラントやザフトに予想以上の裏切りの仕打ち受けたベルナデットの精神はやつれ切っていたが、アメノミハシラに保護された後、真実をひたすら追究し続けるジェスの存在が、彼女を再起に導いている様である。その後、ケナフ・ルキーニによって、あらゆる情報収集の技術を教わり、ルキーニ自身も驚愕するほどの才能を発揮している。また、ジェスがカイトの敵討ちのためにイルドと戦う事を決意した際には、アウトフレームDの頭部コックピットに搭乗して協力。ウイルスを駆使するイルドのプロトセイバーの撃退に一役買っている。
『天空の皇女』では新たなに自身の報道番組を立ち上げているほか、フェアネスへインタビューを行ったりとジャーナリストとしても活躍している。薄着で眼鏡をかけた姿をジェスには見せても平気である等、ジェスに心惹かれているようなそぶりを見せている。
名前の由来は『オペラ座の怪人』の作者より。

### その他の民間人

#### 蘊・奥（ウン・ノウ）
声：麦人（ゲーム『Gジェネ CROSSRAYS』）
【性別：男性・ナチュラル / 年齢：不明 / 職業：剣豪 / 搭乗機：バクゥ、ウン・ノウ専用ジン / 登場作品：○|-|-|-|-|-|-|-|-】
『ASTRAY R』に登場。現在は廃棄コロニーとなっている居住衛星グレイブヤードの住人。年老いてはいるが生身でMSの腕を切り落とし、レッドフレームのビームサーベルと生身でチャンバラをして、逆にビーム刃発生器部分を切り落とすほどに熟練した技量を持つ剣豪で、ナチュラルでありながらMSの操縦も出来る「とんでもないスパルタ爺さん」。
彼のジンはスクラップを修復したものであり、搭載されているOSも当然コーディネイター用だが、彼はそのOSの「剣を振り下ろすモーション」のみを使用することでナチュラルでありながらジンの操縦を可能としている。その操縦の腕はかなりのもので、スクラップを修理した程度のジンで複数機の連携を行うコーディネイターの特殊部隊の乗ったゲイツと互角に渡り合うほど。
かつて地球から世界樹に移住して来た多くの技術者達の墓守をしながら犬の伝八（デンパチ）と共に隠遁生活を営んでいる。伝八は蘊奥が高速移動中のバクゥの背から生身で跳躍して、相手MSに生身の日本刀で切りかかる際、バクゥの操縦レバーを押さえてバクゥを直進させる役目も兼ねている。
グレイブヤードはC.E.70年にザフトの攻撃で分解した地球側集合ステーション・世界樹の一部であり、当時として最先端の貴重な技術や情報の宝庫だった。
それ故ザフト攻撃によって分解された後は幾度も略奪者達の襲撃を受けて来ており、「日本刀を振るう技術」のエキスパートとして地上から世界樹へと招かれていた蘊奥は、世界樹分解とその後の混乱で仲間の技術者たちが全滅、彼一人が生き延びた後も、技術者達の墓守をしながら略奪者と戦い続ける日々を送っていたため、容易には他人を信用しようとはしない。
レッドフレームの装備として威力は大きいが代償として膨大なエネルギーを消費するビームサーベルに代わる新たな剣を求め、グレイブヤードを訪れたロウ・ギュールらに対しても同様で当初は彼らを略奪者と見なし、トラップやバクゥ、そして生身に日本刀で容赦なく攻撃を仕掛け、キメラやレッドフレームに乗ったロウ達を追い詰めたが、かつて略奪者に破壊されたMSサイズの日本刀ガーベラストレートをロウが直すと宣言したことから意気投合する。かつてガーベラストレートを鍛えた刀匠の残したデータを元に修繕を開始したロウに自らの剣技を伝授する。これ以降、完成したガーベラストレートはレッドフレームの主要装備となった。
その後、ゴールドフレーム天との戦闘でガーベラストレートを折られ、その修繕のために再びグレイブヤードを訪れたロウに再び力を貸すが、既に蘊・奥の身体は不治の病に蝕まれていた。ロウはこの地に海底で発見した大量の特殊金属レアメタルを持ち込みガーベラストレートの修繕と、戦艦並のサイズを持つ150ガーベラストレートを造り出す。しかし、ロウ達は知らなかったがそのレアメタルは元々ザフト軍が開発した新素材金属であり、地球連合軍との戦争が佳境に入った時期でもありザフト軍はわずかでも戦局を有利にするべくレアメタルの奪回を試みようと新型MSゲイツを主戦力とする特殊部隊をグレイブヤードに派遣する。
蘊・奥は生身に日本刀でゲイツを迎え撃ち、一機のゲイツのビームサーベルを破壊、その後、残ったザフト軍を搭乗機のウン・ノウ専用ジンで迎え撃ち、ゲイツの放ったビームライフルの一撃を日本刀で物理的に二枚におろし、返す刀でゲイツ3機の懐に瞬時に潜り込み撃破する程の奮戦を見せ付けるが、病に蝕まれた身体では往年の剣豪も思う様に戦えず危機を迎えてしまう。ザフト軍の特殊部隊はレッドフレームの150ガーベラによって粉砕されるが、半壊したウン・ノウ専用ジンから救出された蘊・奥は既に危篤状態に陥っており、ロウに自らの真髄「活人剣」の信念を説き、彼との出会いを感謝しながら静かにその人生に幕を引いた。

#### モンド
【性別：男性・ナチュラル / 年齢：不明 / 職業：「ジョージ・グレン友の会」会長 / 登場作品：○|-|-|-|-|-|-|-|-】
『ASTRAY R』に登場。ジョージ・グレンを慕うナチュラル達で構成された組織「ジョージ・グレン友の会」の会長を務める。ジョージの脳が保管されている「G.G.ユニット」を、ずっと肌身離さず所有していた。
ジョージを英雄と称して心酔しており、かつて彼が木星圏で発見したエヴィデンス01を天使の化石と評している。ジョージ以外のコーディネイターを偽者と考え嫌っているが、コーディネイターの撲滅を掲げるブルーコスモスも「哲学の無い集団」と厳しく評し、嫌っている。
エヴィデンス01を一目見るべく、プラント入国のパスポートを所有しているナチュラルであるロウ達に接触し、同行するになる。入国に成功し、エヴィデンス01を見る事が出来た事に感涙するが、その直後にブルーコスモスの刺客がエヴィデンス01をマシンガンで破壊しようとしたために、それを庇ったモンドは致命傷を負ってしまう。最後は自分を否定しなかったロウにエヴィデンス01を守れたことを感謝しながらG.G.ユニットを託し、静かに息を引き取った。
モンドの死がきっかけとなり、ロウは地球に住むナチュラル達のコーディネイターに対する考えについて、真剣に考えるようになった。

#### シニスト・ガーフィールド
【性別：男性・ナチュラル / 年齢：20歳 / 所属：コロニー・リティリア / 登場作品：○|-|-|-|-|-|-|-|-】
『ASTRAY』に登場。コロニー・リティリアの住人であり、リーアム・ガーフィールドの双子の兄。たくましく鍛えられた身体と蓄えられた髭でリーアムとは印象が異なるが顔立ちは良く似ている。
元々、コロニー・リティリアは廃棄コロニーであったが、地球連合・プラント間の戦争から逃れてきた人々が集落を形成しており、そのため住人達はナチュラルにもコーディネイターにも偏見がない。シニストは、ここでコーディネイターの女性と出会い結婚している。
リーアムとは対照的に豪放磊落なロマンチストで、ジョージ・グレンが発見したエヴィデンス01との邂逅、そして人が人らしく生きて行ける世界を求めて地球圏を脱出することを考え、コロニー・リティリアを巨大な宇宙船に改造する一大プロジェクトのリーダーに就任する。

#### ディラー・ロッホ
【性別：男性・コーディネイター / 年齢：不明 / 所属：プラント / 搭乗機：グーン地中機動試験評価タイプ / 登場作品：○|-|-|-|-|-|-|-|-】
『ASTRAY』に登場。コーディネイターの民間人。プラント最高評議会から依頼を受け、コロニー・メンデル内部の瓦礫からジョージ・グレンのDNAサンプルを発掘する作業に従事している。自分達の手でこの仕事を達成することに強いこだわりを持っており、機体の修理に訪れたロウ・ギュールと意気投合した。

#### プレア・レヴェリー
詳細は#主要人物を参照。

#### カイト・マディガン
詳細は#主要人物を参照。

#### イワン・ザンボワーズ
【性別：男性 / 年齢：不明 / 搭乗機：ハイペリオン（3号機） / 異名：ユーラシアの英雄 / 登場作品：-|-|○|-|-|-|-|-|-】
『DESTINY ASTRAYスニーカー版』に登場。彼は、大戦後に内乱状態に陥ったユーラシア連邦からの独立をはかる地域に力を貸している民間人である（ただ、彼自身はユーラシアの出身ではない）。民衆は彼を「ユーラシアの英雄」と呼んでいる。搭乗するMSはCAT-X3/3 ハイペリオン3号機である。
ユーラシアの多くの地域を政府から解放していったが、ハイペリオンを彼に託し、サポートしてきたジャンク屋組合を名乗る支援者（正体は『一族』の構成員）が姿を消してからは政府軍に負けることもあった。そこで、サーペントテールのイライジャ・キールを倒して名誉を回復しようとしたが逆に敗れ、死んでしまう。死ぬ間際に、イライジャに同行していたジェス・リブルに「ユーラシアがどうなってしまうかを見届けてくれ」と遺言を遺した。

#### トロヤ・ノワレ
詳細は#主要人物を参照。

#### ヴァレリオ・ヴァレリ
【性別：男性・コーディネイター / 年齢：20歳 / 所属：アクタイオン・インダストリー社 / 搭乗機：ターンレッド / 登場作品：-|-|-|-|-|-|○|-|○】
愛称（自称）はダブルブイ。アクタイオン・インダストリー社の技術主任を務める青年。自分の才能を高く買ってくれる場を求めてプラントを出て、現在に至る。研究者としてはそれなりに優秀で、容姿端麗でもあるが、強いエリート意識とプライドを持ち、ナチュラルを露骨に見下している嫌な性格。特にロウを一方的に敵視し、幼稚な対抗心で何かとちょっかいを出しているが、そもそもロウに存在を知られていないため、相手にされていない。自分を天才だと信じているものの、浮かぶアイディアは単純そのもので、常にロウよりも遅れている。また、自分の開発した機体の戦闘中に「根性を出せ!」と言う等、妙な所で熱血的な部分を見せており、おまけに、服装センスも悪い（自身ではハイセンスと思っている）。ロウに「海賊王」の宝と偽って、自らの愛用のスーツを保管していたが、当人や8には完全に不評であった。また、ロウが改造したシビリアンアストレイを勝手に盗用して、自身が改良したシビリアンアストレイDSSDカスタムとして裏ルートで販売するなど、阿漕な真似もしている。
第1次連合・プラント大戦後期の際、連合の高官達を唆して、オーブの影の軍神であるロンド・ミナ・サハクが治めている「アメノミハシラ」に攻撃を仕掛けさせている。第二次大戦時は、機動兵器搭載用の人工知能の開発・量産を目指しており、その実例である8を奪って調べるべくロウに刺客を送っては返り討ちに遭っている。ロウが「剣3倍」のレッドドラゴンを実装した後、前期GAT-Xシリーズの改良計画であるアクタイオン・プロジェクトを基にした「基礎能力2倍」の後期GAT-Xシリーズ改良を考案。上層部に無茶を言う形で、ブラウカラミティ、ゲルプレイダー、ロートフォビドゥンの3機を開発させ、デスティニーインパルスRを交えた3つ巴の激戦の末、8の入手に成功した。
8の入手後、「持ち主であるロウの元に返却する」のを条件に、機動兵器搭載用の人工知能である「80」を8に開発させるも、自身と同じくザフト側も戦闘用人工知能を搭載した「バディ・システム」を開発していた事から、その技術の横取りを画策。ブラウカラミティ、ゲルプレイダー、ロートフォビドゥンの3機に三位一体の戦闘人工知能である「トリオ・システム」を搭載し、バディ・システムの実験機であるデスティニーインパルスRとDIアダガに襲撃を仕掛けさせ、DIアダガの破壊には成功したが、そのシルエットに戦闘記録用として投入していたストライクを乗っ取られてしまい、已む無くストライクを自爆させて失敗に終わっている。
その後、自身の搭乗機であるターンレッドと、その護衛機であるハイペリオンGRとハイペリオンGLを完成させ、ロウとの決着をつける為に直接ロウと対面する。しかしその最中に、デスティニーインパルスRの開発者が差し向けたDIアダガの大群とデスティニーインパルスRの襲撃を受け、やむなくロウと共闘する。そしてDIアダガの大群とデスティニーインパルスRを撃破した後、改めてロウと決着をつける為に地上でロウと交戦する。しかし先に差し向けたブラウカラミティ、ゲルプレイダー、ロートフォビドゥンを撃退された上に、近接戦闘の末に訓練を受けていない自らの肉体が戦闘の負荷に耐え切れず気絶、搭載されていた「80」が搭乗者を守るプログラムによって降伏を選択したため敗北する事になった。そして目を覚ました後、ロウに雪辱を果たすことを告げた。
『天空の皇女』ではロウ達の協力者として登場するが、実際はレオンズ・グレイブスのスパイだった。しかし、ロウ達には筒抜けであった。タクティカルアームズΩ ゴールド＆シルバーを強奪しようとするが、ドラグーンの機能を搭載していた事は全く知らなかったため、あっさり奪還されてしまった。

#### ラッキー・ラッキー
【性別：男性・ナチュラル / 年齢：不明 / 所属：荒野の野犬 / 搭乗機：バクゥ（頭部のみ戦術偵察タイプ仕様） / 登場作品：-|-|-|-|-|-|○|-|-】
『D ASTRAY R』に登場。何でも屋「荒野の野犬」のリーダー。ラッキー・ラッキーとは通称で、本名は不明。ロウがザフトとの戦闘の末に砂漠に落としていったバクゥ戦術偵察タイプの頭部を拾い、以来幸運に恵まれるようになった。しかし、その噂を聞き付け来訪したロウのレッドフレームを見て、バクゥの頭部を取り返しに来たと思い攻撃を仕掛ける。結局カレトヴルッフの機能で頭部を強制排除され敗れるが、ロウの悪運を認め素直に返却に応じた。

#### ラス・ウィンスレット
詳細は#主要人物を参照。

#### フェアネス・ツヴァイクレ
【性別：男性 / 年齢：不明 / 所属：財界人 / 搭乗機：ロードアストレイ、ロードアストレイΩ / 登場作品：-|-|-|-|-|-|-|-|○】
若くして数々の企業を経営する財界人で、法律家としての一面を持っている。悪い噂が一向に無く、民衆からは政治家への転身を望む声も多く、「民衆の君主」という通称で呼ばれている。政治によって平和な世界が実現できるという信条を持っており、それ故にミナの「天空の宣言」には賛同していない。地球連合の商業組合の代表も務めている。
オーブのアストレイをベースに自ら再設計したモビルスーツ・ロードアストレイのバージョンアップの為にアメノミハシラを訪れて、数々の特許を持つロウ・ギュールと対面し、ロウに技術力の高さを称賛された。その後、自分を狙ってアメノミハシラを襲撃してきた3機のジンハイマニューバ2型を自らロードアストレイに搭乗して出撃し、単機だけで撃破するという操縦技術の高さを見せた。
実は「支配者」の遺伝子を持っており、デュランダルのデスティニープランの欠点を改良した新たなデスティニープランの実現を目指していることを風花たちに明かした後、ベルナデット・ルルーからの取材を受けた際に、そのことを公表した。しかし、計画を進めながらゴールドフレーム天ハナの改良に確保したレアメタルΩの一部を使用してロードΩの防御力を完全なものにしなかったり、行動を抑制させる為にロードΩの設計図をプラントに送信したりと、本心では自身の計画を誰かに止めてほしいと思っている節があり、ダンデからは「支配者なんてつまらない」という本心の一面を見抜かれていた。そして、ラスの遺伝子を解析して彼女の最大の長所が遺伝子によるものではないと判明したことを発端として、物語終盤でラスと風花が搭乗するゴールドフレーム アマテラスとの対決を経て、人は遺伝子に縛られることなく進化できると実感したことで、新たなデスティニープランの実行を中止した。

## 傭兵

### サーペントテール

#### 叢雲劾（ムラクモ・ガイ）
詳細は#主要人物を参照。

#### イライジャ・キール
声：鳥海勝美
【性別：男性・コーディネイター / 年齢：15歳 / 所属：傭兵部隊サーペントテール / 搭乗機：イライジャ専用ジン、イライジャ専用ジン改、プロトラゴゥ、ガナーザクウォーリア、イライジャ専用ザクファントム、ヴァンセイバー改 / 異名：英雄殺しのイライジャ / 登場作品：○|○|○|-|○|○|○|○|○】
『ASTRAY』に初登場。開戦当初はザフト軍に所属していたが、紆余曲折の果てにフリーの傭兵を経た後、叢雲劾にスカウトされてサーペントテールの一員になる。イライジャというアラブ/イスラム系の名前を持つが、外見は色白細面で非常に美しい。ところが、コーディネイターとしての遺伝子操作が免疫能力以外表出しなかったため、身体能力的にはナチュラルと変わりない。イライジャはそのことを「外見ばかりで中身がない」として非常に気にしている。また、体中のいたる所にフリーの傭兵時代に出来た無数の傷跡がある。
ナチュラルとあまり変わらない身体能力であったため、MSの操縦技術は低かったが、傭兵として戦場で経験を積み操縦テクニックを磨いた結果、サーペントテールの一角を担うに相応しい実力者に成長した。主な搭乗機は頭部の多機能センサーアレイをバスターソードに換装したイライジャ専用ジンである。青と黒のカラーリングを基調にした機体であったが、親友となったザフトの英雄グゥド・ヴェイアとの戦闘で損傷した際、搭乗者を失ったヴェイア専用ジンのパーツを使用したことにより、装甲の一部が赤いイライジャ専用ジン改として改修された。
ナチュラルとあまり変わらない身体能力であるが、生身での格闘戦における切り札としてザフト時代に習得した「カポエイラ」の腕を隠し持ち、人知れず鍛錬を重ねている。
カイト・マディガンとの戦闘において、叢雲劾を救うためにカイトの攻撃の矢面に立ってしまい、イライジャ専用ジン改は大破してしまう。その後、カイトよりジンを壊したお詫びとしてイライジャ専用ザクファントムを譲り受け、それ以降、搭乗機とした（『DESTINY ASTRAY』の小説版第1巻では、この機体を譲り受ける前にセッティングの為にカイトと模擬戦を行った際、ジン用のバズーカを装備したガナーザクウォーリアに搭乗している）。また、砂漠での戦闘では、ロウ達を救うため、一度だけマーチン・ダコスタが用意したプロトラゴゥに搭乗している（この時、副座にはロレッタ・アジャーが搭乗した）。
容姿が原因で捨てられたコーディネーターであるカイトからは初対面時に「外見のみの奴」と自分の努力を否定するかのようなことを言われ当初はいがみ合っていたが、後に奇妙な友情関係が芽生える。
カナードとは馬が合わず、『FRAME ASTRAY』では用意されたハイペリオンGをかつてのカナードの乗騎の量産型だからと搭乗を拒んでいた。一方、『天空の皇女』ではフェアネスへの不信感についてカナードから「遺伝子に振り回されたのはお前（イライジャ）だけではない」とお互いの境遇を共感していた。
小説版『ASTRAY』第2巻の後書きでは、劾とイライジャはお互いにないものを補い合っていると書かれている。
ヴェイアの抹殺依頼を結果的には達成してしまい、一部では「英雄殺しのイライジャ」として名が通っている。それ以降、「ユーラシアの英雄」と呼ばれるイワン・ザンボワーズや「華麗なる英雄（略して“麗雄”）」を自称するルドルフ・ヴィトゲンシュタインなど、英雄と縁のあるパイロットに狙われることが多くなった。
『VS ASTRAY』においては、カーボンヒューマンとして復活したヴェイアと邂逅。自身のザクファントムを強奪していった彼からヴァンセイバーを（結果として）譲り受け、以後は本機に搭乗する。

#### ロレッタ・アジャー
声：西原久美子
【性別：女性・ナチュラル / 年齢：30歳 / 所属：傭兵部隊サーペントテール / 登場作品：○|○|○|-|○|○|-|○|○】
『ASTRAY』に初登場。傭兵部隊サーペントテールの正式メンバーの中では紅一点の存在で、格闘技と爆発物取り扱いのスペシャリスト。主に作戦立案と潜入工作を担当するが、時にはパワードスーツの一種であるグティを利用して戦闘の援護を行うこともある。
シングルマザーであり、一人娘に風花・アジャーがいる。傭兵の間では非常に人気が高く、求婚する者が後を絶たない。

#### 風花・アジャー
詳細は#主要人物を参照。

#### リード・ウェラー
声：宇垣秀成
【性別：男性・ナチュラル / 年齢：50歳 / 所属：傭兵部隊サーペントテール / 登場作品：○|○|○|-|○|○|-|○|○】
『ASTRAY』に初登場。傭兵部隊サーペントテールの一員。主に情報収集と依頼交渉を担当する。
元地球連合軍の士官であり、軍内部に持つ多くの人脈が主な情報源となっている。また謎の組織であるライブラリアンにも情報網を持っている。無類の酒好きで、ボトルを常に携帯している。これが軍を不名誉除隊となった原因でもある。また、笑えないジョークを口にする癖がある。

### 傭兵部隊X

#### カナード・パルス
詳細は#主要人物を参照。

#### メリオル・ピスティス
【性別：女性・ナチュラル / 年齢：不明 / 所属：元・地球連合軍ユーラシア連邦特務部隊X→傭兵部隊X/ 登場作品：-|○|○|-|-|-|-|-|○】
『X ASTRAY』に初登場。ユーラシア連邦特務部隊Xに所属していた女性士官。部隊の強制解散を事前に察知し、乗艦のオルテュギアごと脱走した。以後は傭兵部隊Xにおいて依頼交渉や艦の運用などを担当し、カナードを補佐している。

### 民間軍事会社

#### レオンズ・グレイブス
【性別：男性・ナチュラル / 年齢：不明 / 所属：民間軍事会社 → ザフト / 搭乗機：レオンズ専用シビリアンアストレイDSSDカスタム、レオンズ専用アームズアストレイPMCカスタム / 登場作品：-|-|-|-|○|-|-|○|○】
『FRAME ASTRAYS』に登場。民間軍事企業に所属する死の商人。射撃の名手としても知られ「ウォーサーフ」の通り名を持つ。
所属する企業は地球連合軍・ザフト軍双方に兵士を提供しているが、今回はナチュラルである彼がザフト軍に出向している。これは例外的であり、このことからも彼の優秀さが垣間見える。しかし、自己主張の激しいルドルフ・ヴィトゲンシュタインと融通のきかないアレック・ラッドに手を焼いている。一見して冷淡な人物だが、本質的にはかなり常識的で、アクの強い部下たちも苦心しながらどうにか纏め上げていた。ルカスの反乱後は、劾達と共に第4軍に奪取された基地の奪還作戦の指揮を取ることになる。 奪還作戦の時予想外の活躍をしたルドルフを陰で褒めていた。
搭乗機はシビリアンアストレイDSSDカスタム。彼の所属する企業がD.S.S.Dから買い取って使用しているものだが、ナチュラルが操縦可能な機体の中で最も機動性に優れるという理由で採用されている。後にアームズアストレイPMCカスタムに改造される。
『天空の皇女』では経緯は不明ながらザフトに所属しており、ロードアストレイΩ討伐隊を指揮する。

#### スー
【性別：男性・戦闘用コーディネイター / 年齢：不明 / 所属：民間軍事会社 → ザフト / 搭乗機：スー専用ケルベロスザクウォーリア、ライゴウガンダム / 登場作品：-|-|-|-|○|-|-|-|-】
『FRAME ASTRAYS』に登場。仮面で素顔を隠した戦闘用コーディネイターとして生み出された男。常に仮面で素顔を隠しているため、「沈黙の仮面」の異名を持つ。スーとは、中国語で「死」を意味する。戦う以外に生きる術を知らないため、現在は民間軍事会社に所属する。
戦闘用コーディネイターとして生み出されたため、感情は極度に乏しく、善悪の概念がない。よく言えば純粋、悪く言えば見境がない。そのため敵味方見境なく攻撃を行い殺害する危険人物でもある。この危険性故に、同僚のレオンズも「スーだけは使いたくない」と評している。
過去に、マティスの率いる「一族」と関わりを持っており、顔に仮面を付けているのもそのためである。また、エースパイロット育成機関サーカスの所属であったイルド・ジョラールの搭乗するプロトセイバーと交戦し、撃退した経験も持つ。さらには身体能力も驚異的で、バリー・ホーの格闘技術を見ただけでコピーし、素手で彼を殺害する。
その後、ルカスとの戦闘で連合の基地に配備された新型MSの存在と、「もっと自分の思うままに戦いたくはないか」とほのめかされ、連合の基地に潜入、ライゴウを強奪し、ルカス達の反乱に加わる。最終決戦に於いてトロヤとの戦いに敗れた後、「人を守るための力」に興味を持つようになり、以後はトロヤと行動を共にすることになった。
ケルベロスウィザードを装備した、大幅なチューンアップを施してある専用のザクウォーリアに搭乗する。MSの戦いでは主に肉弾戦で戦うことにこだわっており、自分のポリシーに合わないライゴウを「いらない」とすんなりルカスに譲ったりしている。
彼は「一族」によって生みだされた特異な「戦闘用コーディネイター」である。「一族」のやり方は徹底しており、彼は開発に際し「多くのコーディネイターの遺伝子サンプルが使用」されており、連合産の劾やソキウスとは「一線を画する」能力を持つ。のみならず、人間の範疇から逸脱する事のない他の全コーディネイターとは異なり「基本的な人間としての機能すら、戦闘に不要ならば排除」され「人間が持たない機能でも、戦闘に役立つならば付加」されている。そのかいあってスーの戦闘能力は期待値以上となった。しかし高い戦闘能力と引き換えに人間らしい性格を失っている。

### その他の傭兵

#### ダンテ・ゴルディジャーニ
【性別：男性・コーディネイター / 年齢：49歳 / 所属：地球連合軍 / 搭乗機：105ダガー、アストレイノワール、ブルーフレームD / 登場作品：-|-|○|-|-|-|-|○|○】
『DESTINY ASTRAY B』に登場。地球連合軍に雇われた傭兵。自身もコーディネイターでありながら、戦闘用コーディネイター開発に関わっていた。劾も彼の「作品」のひとつであり、あらゆる戦闘技術を叩き込んだ師でもある。初老に差し掛かりながらも今だ高い戦闘能力を誇り、生身・MSともに剣を用いた格闘戦を最も得意としている。特に生身での剣術は超人的な域の腕前であり、同じく剣術の達人である蘊・奥（カーボンヒューマン）と互角に渡り合ったり、『天空の皇女』では囮役のエルザに向けられた複数のマシンガンの弾丸を刀一本で全て切り払うといったことを容易くこなしている。飄々とした性格で、正義感とは無縁の人物だが、エルザの『奇行』にツッコミを入れる、幼少期の劾に子供向けテレビショーを見せるなど、ユーモラスな面もある。エルザは娘ではないとしているものの、実際には自身の作品や部下以上の絆で結ばれており、『天空の皇女』ではそれを見たラスに対して「血縁（遺伝子）でつながっていない家族」として遺伝子以上に重要なことへの影響を与えた。
『天空の皇女』ではエルザと共にロードアストレイΩ、ロードアストレイZに対して戦いを挑み、Ωに対しては本来のスペックではない事から撤退し、続けざまにZに挑むが大敗し、ザフトの病院に収容されミハイル・コーストによる治療を受けている。完治し次第プラントに対する破壊活動容疑で逮捕起訴される予定であるが、監視任務に就いているリーカに脱走することを予告する（追いかけてきたロードアストレイZと交戦できるため）など、性格は相変わらずである。

#### エルザ・ヴァイス
【性別：女性・戦闘用コーディネイター / 年齢：20歳 / 所属：地球連合軍 / 搭乗機：105ダガー、グフイグナイテッド、エルザ専用グフクラッシャー、グフクラッシャー改、アストレイノワールD、インパルスガンダムブランシュ / 登場作品：-|-|○|-|-|-|-|○|○】
『DESTINY ASTRAY B』に登場。ダンテがCE52年に「モビルスーツ戦を踏まえて」作り出した戦闘用コーディネイターで、部下として彼に付き従う。翠色の髪と赤い瞳、露出の多い赤い服が特徴で、起伏の少ない体型から実年齢よりも幼い印象を持つ。当初からMS搭乗を前提に設計されているため、単に戦闘用として作られた劾やソキウスシリーズよりも潜在能力では上回る。加えて、心身ともに「戦い」そのものを自分の存在意義と捉えているため、敵を殲滅することに一切の迷いがない（同時に存在意義に迷いがないゆえに「何のために生きるか」という点では思考が停止している）。そのため自身の美しさに価値を見出しておらず、戦いに関係ないことであれば非常識ともとれる行動をとることもある。遺伝子調整により感覚器が研ぎ澄まされており、目や耳はおろか全身の皮膚をセンサーとして、機体から伝わる微細な振動すらも感じ取りモビルスーツのすべてを把握することができる。その能力を全力で発揮する際は服を脱ぐ（さすがに実戦ではGがきついので服を着るが、その場合でも服の腹部は大きく開き、指先は皮膚で感じ取るために露出している）。また、切り札として優れた歌唱能力を隠し持っている。その歌声は自身の拉致のために潜入して隠れていたスパイが偶々聞いてその素晴らしさのあまり感動で涙を流しながら目の前に出てきて平伏させ、同じく聞いた劾をして「ここまで自分の感情を揺さぶられた事はない、歌にこれほどの力があるとは信じがたい」と評させる程の力を持つ。本人はこれをダンテによって与えられた、戦闘のための技能だと思っていたが、実際は遺伝子操作とは関係の無い才能であった。
『天空の皇女』ではダンテと共にロードアストレイΩ、ロードアストレイZに対して戦いを挑み、Ωに対しては本来のスペックではない事から撤退し、続けざまにZに挑むが大敗し、ダンテと共にザフトの病院に収容されている。

#### ナイト様
【性別：男性 / 所属：傭兵 / 搭乗機：グフギャラクティカ / 登場作品：-|-|-|-|-|-|○|-|-】
『DESTINY ASTRAY R』に登場。ユーラシア連邦のとある村に雇われている傭兵。「ナイト様」は通称で、本名は不明。ザフトの新型MSであるグフイグナイテッドを西洋風にカスタムしたグフギャラクティカに搭乗している。元はザフト軍のパイロットだとジェスは推測しているが、詳細は不明。ジェスが取材に来た際に村に現れたブラウカラミティと交戦し、グフギャラクティカは破壊されるが「ナイト様」は生き残った。

## オーブ

### サハク姉弟
詳細は#主要人物を参照。

### マーシャン追撃部隊

#### ワイド・ラビ・ナダガ
【性別：男性・ナチュラル / 年齢：不明 / 所属：オーブ軍→ファントムペイン / 搭乗機：105スローターダガー（I.W.S.P.装備→エールストライカー装備） / 登場作品：-|-|-|○|-|-|-|-|-】
『Δ ASTRAY』に登場。オーブ軍所属。ファントムペインと共同戦線を張り、アグニスらマーシャンを追討する5人のパイロットの1人であり、認識番号はジャガー1。I.W.S.P.装備の105スローターダガーに搭乗する。出世のために邪魔な他の氏族を次々葬り去るなど冷酷な一面もあるが、扱いが難しいとされるI.W.S.P.を使いこなすなどその実力は確か。5人の中では1番カガリを欲している。指揮官であるファントムペイン中尉スウェン・カル・バヤンに乗機のコントロールを奪われ、I.W.S.P.を取られ海に落下した。
彼ら5人の家はオーブに古くから住む氏族の一員であるが、その身分は5大氏族よりかなり低く、下級氏族と呼ばれている。彼らはそれぞれの家の跡継ぎであり、出世のための手柄を求め軍に身を置く。彼らの認識番号は猫科の動物の種類を使ったものであり、これはアスハ家の獅子を真似たもののようである。なお、彼らの乗機に装備されたストライカーは全てがスウェンの搭乗機ストライクノワールの予備パックとして用意されたもので、彼ら5人はいわばその運び役としてしか見なされておらず、最初から彼等自身の戦力は二の次でしかなかった。
その後、ファントムペイン所属となるが自分達が結局、ファントムペインに良い様に利用されていたことに気付いた彼は地球連合軍に組したセイラン家の体制の崩壊を目の当たりにして帰る居場所を失い、それまでの野心をなくす。負傷し復讐のため再戦を望むファンフェルトに「復讐しても仲間は戻って来ない」といい放つが聞く耳を持たないファンフェルト、サースに半ば成り行きで付き合いアグニス達と再戦するが、ファンフェルトの戦死と同時にサースと共に戦線を離脱し去っていった。

#### ファンフェルト・リア・リンゼイ
【性別：男性・ナチュラル / 年齢：不明 / 所属：オーブ軍→ファントムペイン / 搭乗機：105スローターダガー（エールストライカー装備）、デストロイ / 登場作品：-|-|-|○|-|-|-|-|-】
『Δ ASTRAY』に登場。オーブ軍マーシャン追撃部隊所属パイロットの1人であり、認識番号はパンサー2。氏族としてのプライドが高く、自らを「オーブの騎士」と称する。エールストライカー装備の105スローターダガーに搭乗する。機体とエールパックにそれぞれ2本、計4本装備されたビームサーベルでの格闘戦を得意とする。戦法自体は普通の二刀流であり、破壊されたサーベルを即座に交換する。ワイドと共にデルタアストレイを挟み撃ちにしようとしたが、ワイドの策略によりデルタアストレイに撃墜された。
その後、奇跡的に命は助かったが、顔や身体の周りが醜く焼け爛れてしまい、マーシャン達への憎しみから性格が豹変している。片手には火傷を隠すために黒い手袋を着用している。ファントムペイン所属になってからは新たにデストロイに搭乗し、同じく生き残ったワイドやサースと共に、アグニス達と再戦する。彼が撃墜されたのはワイドにも非が有るのだが、自分の負傷は全てマーシャンの所為だと思い込むほど、ファントムペインに生体CPUとして心身ともに調整されてしまう（彼がデストロイを操縦できるのは、このため）。しかし、ターンデルタのビームサーベルでデストロイのコックピットを貫かれ、戦死した。

#### サース・セム・イーリア
【性別：男性・ナチュラル / 年齢：不明 / 所属：オーブ軍→ファントムペイン / 搭乗機：105スローターダガー（ランチャーストライカー装備→エールストライカー装備） / 登場作品：-|-|-|○|-|-|-|-|-】
『Δ ASTRAY』に登場。オーブ軍マーシャン追撃部隊所属パイロットの1人であり、認識番号はレパード3。少女に見えるほどの中性的な容姿をしており、5人の中では最年少。没落した家のために幼い身でありながら駆り出されている。ランチャーストライカー装備の105スローターダガーに搭乗する。アイザックのケルベロスバクゥハウンドにビームファングで斬られたものの、ガルドが身を挺して守り辛うじて機体から脱出し一命を取り留める。
その後、帰る場所を失いファントムペイン所属となる。死んだガルドの仇を討とうと思っていたサースは、同じく生き残ったワイド、ファンフェルトと共に再びアグニス達と激突するが、ファンフェルトの死を受け敗北を確信したワイドに「ガルドの分も生きろ」と諭され、共に戦線を離脱した。

#### ホースキン・ジラ・サカト
【性別：男性・ナチュラル / 年齢：不明 / 所属：オーブ軍 / 搭乗機：105スローターダガー（ソードストライカー装備） / 登場作品：-|-|-|○|-|-|-|-|-】
『Δ ASTRAY』に登場。オーブ軍マーシャン追撃部隊所属パイロットの1人であり、認識番号はクーガ4。知略に長けており、パイロットと言うよりは戦略家タイプ。ソードストライカー装備の105スローターダガーに搭乗する。シュベルトゲベールでの接近戦や、マイダスメッサーやパンツァーアイゼンを用いたフェイント戦を得意とする。ガードシェルのMSへの変形に驚き、隙が出来た所にコクピットに直撃を受け戦死した。

#### ガルド・デル・ホクハ
【性別：男性・ナチュラル / 年齢：不明 / 所属：オーブ軍 / 搭乗機：105スローターダガー（ライトニングストライカー装備） / 登場作品：-|-|-|○|-|-|-|-|-】
『Δ ASTRAY』に登場。オーブ軍マーシャン追撃部隊所属パイロットの1人であり、認識番号はタイガー5。5人の中で最年長。家は代々軍人であり、5人の中では1番キャリアが長い兄貴的存在。ライトニングストライカー装備の105スローターダガーに搭乗する。元々戦闘に不得手であるサースをケルベロスバクゥハウンドのビームファングから庇い戦死した。

## ザフト
以下の人物の詳細は該当項目を参照。
- アイザック・マウ

### グゥド・ヴェイア
声：白鳥哲
【性別：男性・コーディネイター / 年齢：不明 / 所属：ザフト / 搭乗機：ヴェイア専用ジン / 登場作品：○|-|-|-|-|-|-|-|-】
『ASTRAY スニーカー版』に登場。元ザフト軍の赤服であったが、戦いが嫌になり軍から脱走し、その後、コロニー・リティリアの宇宙船化計画に力を貸す。パトリック・ザラはヴェイアを抹殺するために傭兵のイライジャ・キールを送り込むが、イライジャとは友情関係を築くことになる。しかし、地球連合軍艦隊によるコロニー・リティリアへの侵攻に対して迎撃に出た際、ヴェイアの中の凶暴な人格が目を覚まし、イライジャと交戦になる。終始イライジャを圧倒していたが、地球連合軍の依頼で艦隊に同行していた叢雲劾によって倒された。
ヴェイアはコロニー・メンデルで研究されていた地球連合軍の戦闘用コーディネイターであり、2重人格者となった原因は心理コントロールの失敗によるものである。ザフト軍に所属していた頃は英雄と呼ばれたほどのパイロットで、専用にカスタマイズされた赤色のヴェイア専用ジンに搭乗していた。その戦闘力は異常なまでに高く、初陣では友軍が全滅したにもかかわらず単機で戦闘を続け敵部隊を壊滅させる戦果をあげた。その後も1年の間、ヴェイアは1度も負けず、逆に彼を敵に回した部隊は常に全滅の憂き目にあっている。
ヴェイアはザフト軍にいた頃、壊れてノイズしか流れないヘッドホンを片時も離さなかったが、それは凶暴な人格が穏やかな人格を押さえつけるためのものであり、同様にラクス・クラインの歌声は穏やかな人格が凶暴な人格を押さえつけることが出来た。コロニー・リティリア内で凶暴な人格が現れなかったのは、ラクスの歌を録音したものを流し続けていたからであり、善人格のヴェイアに出会ったジャンク屋の山吹樹里はヘッドホンからラクスの歌が常時流れるように修理を施しているが、上手く機能はしていなかった（このことは樹里自身も気にかけていたのだが、ロウが「壊れた時にまた修理してやればいい」と言ったためそのまま渡されることになった）。ヘッドホンはイライジャとの戦闘中に一時的に機能を回復し、ヴェイアの善人格を呼び覚ますが、それはまさしく束の間の出来事であり、イライジャの救援に訪れた劾がヴェイアを倒したのはまさしくその隙を突いてのことだった。
ヴェイアの容姿が、同じく地球連合軍に開発された戦闘用コーディネイターのソキウスと瓜二つであるのは、ヴェイアが能力的に優れていたため、ソキウスのモデルになったからである。

### アッシュ・グレイ
【性別：男性・コーディネイター / 年齢：不明 / 所属：ザフト軍特殊防衛部隊→地球連合軍特殊情報部隊 / 搭乗機：リジェネレイト、テスタメント / 登場作品：○|-|○|-|-|-|-|-|-】
『ASTRAY R』に初登場。ザフト軍特殊防衛部隊に所属するリジェネレイトのパイロット。ジェネシスα防衛隊隊長であったが、プラント最高評議会議長パトリック・ザラにより、ラクス・クライン及びクライン派関係者の抹殺指令を受ける。
パイロットとしての技術はフリーダムと同格であるリジェネレイトやテスタメントを乗りこなすなどFAITH並に優秀だが、「合法的に殺戮を遂行することが出来る」理由だけで軍に所属している殺人快楽主義者で、ザフト軍所属のパイロットの中でも屈指の危険人物である。棚に人形のコレクションを飾っており、人形の数は自分が殺して来た人間の数と同じであるという偏屈的趣味の持ち主でもある。役に立たない者は自分の部下ですら容赦なく切り捨て、抹殺する。
三隻同盟に補給を行ったロウ・ギュールを付け狙い、リジェネレイトの能力で窮地に陥れるが、叢雲劾やジャン・キャリーの協力を得たロウのレッドフレームに敗れ、機体ごと漂流させられてしまう。
その後、地球連合軍に捕らえられたアッシュは、精神操作と薬物投与によって記憶と人格を改変させられ、テスタメントのパイロット「スカウト0984」にされる。ネオ・ロアノークのものと酷似した仮面を被っており、コードネーム以外の名前は与えられていない。また、精神安定の調整を受けているが、時折、過去の人格が甦って暴走することがあった。
ジェネシスα宙域において、ジェス・リブルとカイト・マディガンが搭乗するアウトフレームDとの交戦で敗れた際に自身の人格と記憶を取り戻したが、その後、ヘルメットを外した状態で宇宙空間に投げ出され、消息不明になった。
アッシュは、「ラクス・クラインは戦いを長引かせ死人を増やしているだけだ」としているが、彼自身の考えではなく、あくまでも合法的殺人のための理由付けであり、「たいした意味はない」と語っている。また、パトリックに忠義を尽くしているわけではない。しかし、地球連合軍に捕らわれ記憶を消された後も微かに残る記憶が戻り暴走した時にラクス抹殺にこだわる言葉などを口にしている。ただし、生まれ持ってこのような性格ではなく、少年時代に出会った少女の死がきっかけとなっている（ある希少な遺伝子のための被検体として扱われ、同じ病気の政治家の臓器移植に使われた）。自身も少女と同様に特殊な病を患っていたが、何とか治療に成功し、生き延びている。
『DESTINY ASTRAY』の電撃ホビーマガジン版上巻では、ジェス達とは、戦闘を行う以前に1度出会っている。

### コートニー・ヒエロニムス
【性別：男性・コーディネイター / 年齢：20歳 / 所属：プラント / 搭乗機：ドレッドノート、ザク量産試作型、プロトカオス、カオス、デスティニーインパルス3号機 / 登場作品：-|-|○|-|-|-|-|-|-】
『DESTINY ASTRAY』に登場。ザフト兵器設計局ヴェルヌ局所属のテストパイロット。局が統合された後はさまざまな機体に搭乗するようになる。自身は民間人だが、要請があれば軍の戦闘員となり戦闘に参加することもある。
その技量は非常に高く、叢雲劾との模擬戦で勝利したり、停戦後は南アメリカ合衆国において、ザク量産試作型に搭乗し、数十機のダガーL部隊を全滅させた実績を持つ。数少ないドラグーン・システム適合者でもあり、ドレッドノートや、セカンドステージシリーズのカオス及びその原型機であるプロトカオスのテストパイロットも務めている。ユニウスセブン落下テロ事件後の開戦時には、その高い能力を買われ、MSパイロットとして参戦する。『SEED DESTINY MSV』ではメサイア攻防戦に参戦し、自らが起動テストを行ったデスティニーインパルス3号機に搭乗し出撃する。多大な戦果を挙げるが、自らが開発したMSで戦うことに深い悲しみを抱いたコートニーは、戦後開発の一線を退き、行方不明になる。
南アメリカ独立戦争時に出会ったジェス・リブルのアストレイ アウトフレームがテスタメント（実際はその予備機）であることをいち早く見抜いた。ユニウス条約締結後にスウェン・カル・バヤンとの戦闘経験がある。
『FREEDOM ASTRAY』では、カイト・マディガンに雇われており、カイトのモビルスーツコレクションが集められた個人所有のスペースコロニーでモビルスーツ群の管理している。ロウたちがそのコロニーを訪問した時には、コレクションの一機であるデストロイガンダムを点検操縦している。

### リーカ・シェダー
【性別：女性・コーディネイター / 年齢：21歳 / 所属：ザフト / 搭乗機：ガイア、ブレイズザクファントム、ロードアストレイZ / 登場作品：-|-|○|-|-|-|-|-|○】
『DESTINY ASTRAY』に登場。コーディネイターでも珍しい眼鏡をかけた人物。実は生まれつきの盲目である。普通、コーディネイターが視力が悪いということはないのだが、彼女は生まれつき目が見えなかった。遺伝子操作技術も完璧ではないという一例である。しかし、メガネ型の電子デバイスを着けることで、少なくとも一般人並の視力は得ており、MS搭乗時には性能が向上していると思われるゴーグル型の電子デバイスを着用している。
性格は明るく人懐っこい。ナチュラルに対する偏見や敵対心もなく、取材に来たジェスはもちろん、戦場で出会ったモーガンに対しても休戦中は友好的に接している。
ザフトに所属しており、ガイアのテストパイロットを務めたが、正式パイロットには選ばれなかった。パイロットとしての能力は高く、赤服を着ている。彼女専用のブレイズザクファントムは薄桃色で塗装され、パーソナルマークである「メガネをかけたウサギ」が描かれている。
『天空の皇女』では、ロードアストレイZに搭乗。以前と打って変わり、任務中は感情を抑えて冷徹に振る舞うようになり、ナチュラルに対する敵対心を隠そうとしないと思われていた。しかし、風花からの警告でアルテミスから撤退すると、無為な戦闘をせずに済んだことに安堵する様子を見せた。最終話では本来の性格である明るい面が描写され、ダンデとエルザに手を焼いていた。

### マーレ・ストロード
【性別：男性・コーディネイター / 年齢：不明 / 所属：ザフト / 搭乗機：アビス、デスティニーインパルス1号機 / 登場作品：-|-|○|-|-|-|-|-|-】
『DESTINY ASTRAY』に登場。ザフトに所属しているエリートであり、アビスのテストパイロット。第1次連合・プラント大戦時は地球の水中部隊に所属し、「白鯨」ジェーン・ヒューストンに苦しめられていた。
神経質なまでにナチュラル嫌いで、ナチュラルに対して意味もなく尊大な態度をとる。被害妄想も非常に強く、ナチュラルを撲滅し、コーディネイターのみの世界にすることを理想としているだけでなく、ナチュラルと友好を持つコーディネイターは全て裏切り者だと考え、さらには自らの邪魔となる者は、味方であろうがどんな手段を用いても抹殺することが正義だと考えているなど、ある意味でアッシュ・グレイ以上に危険思想の持ち主である。
他のセカンドステージ以上に利用価値の高いインパルスのパイロットになることに異常なまでの執念を燃やしており、そのせいで、インパルスのパイロットに選ばれたシン・アスカには激しい嫉妬心を抱き（フォトストーリーの小説版では、事ある毎にシンと揉め事を起こしていたとされている）、その苛立ちをナチュラルであるジェスにぶつけていた上、テスト中にシンをトラップで謀殺しようとまでした（結果としてこのトラップにかかってしまったのはジェスだったが）。
運用テスト後、アビスの正式パイロットに選ばれたが、アーモリーワンでの強奪事件の際にステラ・ルーシェに撃たれ重体になる（『SEED DESTINY』でも顔は見えないが、一瞬だけ撃たれているのが確認出来る）。
意識不明となっていたが、奇跡的な回復をとげ、ようやく念願のインパルス（デスティニーインパルスの1号機）のパイロットになったが、目的達成のために手段を選ばない性格は相変わらずである。また、ナチュラルへの敵愾心はさらに増しており、サーペントテールの叢雲劾と組んでマーシャンの調査任務に当たった際には、たまたま遭遇した地球連合軍の戦艦を警告も無しに撃沈する暴挙を行った。
カイトがコレクションのMSを隠しているコロニー内に潜入し、イルド・ジョラールが搭乗するプロトセイバーやマーズジャケットの介入もあって、無差別攻撃を敢行するも、プロトセイバーからのウイルス送信によって、デスティニーインパルスのシルエットが外された上に、そのシルエットを、ジェスの操縦するアウトフレームDに奪われてしまう。それでも攻撃をやめようとしないマーレであったが、劾の警告によってやむなく撤退する。

### ルドルフ・ヴィトゲンシュタイン
【性別：男性・コーディネイター / 年齢：不明 / 所属：ザフト / 搭乗機：ルドルフ専用グフイグナイテッド､ルドルフ専用グフイグナイテッド改 / 登場作品：-|-|-|-|○|○|-|-|○】
『FRAME ASTRAYS』に登場。かなりの資産家の家系の出身であり、「華麗なる英雄」、略して「麗雄」を自称しているが、実力はあまり伴っていない。また、自己顕示欲が強く、特注のパイロットスーツを着用し、搭乗機は金にモノを言わせて勝手に改造しており、さらには機体を派手なゴールドに塗装するなど、成金趣味的な部分を持っている。ナチュラルであるレオンズが新たな指揮官になった事には、反感を抱いていた。
プライドは非常に高く、弱すぎる相手は「倒す価値もない」と見下すが、その能力はコーディネイターとしては平凡で、これまでの戦果も相手が少人数であり、なおかつナチュラルであったからに他ならず、本場のエースパイロットと対決した経験は一度も無く、戦場に突如現れたブルーフレームサードに無防備に斬りかかり返り討ちにあうなど、それに見合う実力があるかどうかは疑問が残る。また、換装したばかりの右腕をシグーを駆るジストに切り落とされ、さらにパトロールの途中にライゴウと遭遇し、頭部を切り落とされているなど散々であった。
しかし、第4軍に奪取された基地の奪還作戦では思いもよらない活躍を見せ、また我慢の限界となり暴走しようとしていたジストを説得して制止したといった面も見せている。このような部分からも、決して無能ではなく、傲慢なだけの人物ではないことも分かる。プラモデルの専用グフイグナイテッドの解説では、たとえ負けても生き残ることから運の強さだけはあると書かれている。
搭乗機は量産型グフイグナイテッド。改造や塗装にかかる費用などは全て自己負担であるが、金色にされている以外はノーマル機と全く同様のスペックになっている。上記のようにストーリーが進むにつれ損壊していき、最後の戦いの際は頭部のないままだった（ルドルフ本人は強運さゆえに常に無傷）。
『VS ASTRAY』の書き下ろしエピソードにおいて、偶然モーガン・シュバリエと接触し交戦、機体ごと捕獲され、多額の保証金によって解放されている。
『天空の皇女』では、アレックと共にレオンズ配下のロードアストレイΩ討伐隊に参加しているが、風花からの警告に従い、リーカ共々撤退した。

### アレック・ラッド
【性別：男性・コーディネイター / 年齢：不明 / 所属：ザフト / 搭乗機：アレック専用ケルベロスバクゥハウンド､アレック専用ブレイズバクゥハウンド / 登場作品：-|-|-|-|○|-|-|-|○】
『FRAME ASTRAYS』に登場。レオンズが赴任する以前に、東アジアにおいて指揮官を務めていたパイロット。パイロットとしての腕は確かで、ユーラシアの永久凍土地帯での戦いでは不利な状況にもかかわらず、仲間を鼓舞し、敵を撤退させている。また、東アジアの戦いにおいてもハイペリオンGを駆る劾と互角に戦ったり、シグーを駆るジストを撃破するなど、実力は一流。
常に正々堂々と戦う姿勢は敵味方から賞讃され、「ミスター・ジェントル」の異名を持つ。しかし、その性格ゆえに時に強引な手段をとる事も必要な地域制圧の任務には不向きであり、業を煮やしたザフト軍の上層部は、新たに民間の軍事会社よりレオンズを派遣させた。やり方の違いから、常に効率を求めるレオンズとは対立している。搭乗機であるケルベロスバクゥハウンドは彼の潔癖さを体現するかのように真っ白に塗装されている。
レオンズと共に連合、ゲリラとの和平会談に向かうが、連合と交戦状態となり、レオンズをかばってルカスのストライクEの対艦刀で機体を真っ二つにされるが、ソキウスに助け出され、一命を取り留め、終結後はソキウスとの交渉で勢力圏を決めている。

## 地球連合軍

### 特殊情報部隊

#### マティス
【性別：女性 / 所属：地球連合軍 / 登場作品：-|-|○|-|-|-|-|○|-】
『DESTINY ASTRAY』に登場。地球連合軍特殊情報部隊を率いる謎の女性。地球連合軍に所属してはいるが、自身の思惑によって部隊を動かしている。
マティアスの妹であり、「一族」の党首。また、マティアスを追放した張本人である。一族の伝統に従い、人類全体に幸福を実感させるため、部分的に不幸を与えたり、場合によっては戦争による口減らしなどを行っている。人類が生きていくためには一族による管理が必要不可欠と考えていて、目的のためには手段は選ばない性格だが、利己的ではない。
自分の目的を達する上で障害となり得る13名の人物をトランプのハートのカードに見立てて「イレギュラー13」と呼んでいる（Aがキラ、2がロウ、4がプロフェッサー、6がエドワード、Qがラクス）。ジェスに1度、有名な通信社の副編集長「ローラ・ロッテ」を名乗って接触し、その際は「価値のない者」とみなしたが、最終的には最も危険な「ジョーカー」と呼称している。地球圏にさらなる混乱をもたらすために、ブルーコスモス新盟主ロード・ジブリールに、サトー率いるザフト軍脱走兵達がユニウスセブンを降下させている証拠映像を提供した張本人。ロゴスを支持している一方で、ギルバート・デュランダルの行動を裏から手助けするなど、自らの目的を達成するために情報を操り利用していた。また、自分たち一族がいなければデュランダルは世界にとって危険な存在になるとも考えていたようである。また、ケナフ・ルキーニとは対立関係にあり、彼の行方について探っている。マティアスによって、自身が搭乗した戦艦を自爆させられ、マティアスと共に散っていった。
『DESTINY ASTRAY B』では「ローラ・ロッテ」を名乗って登場し、ダンテ達と接触している。

#### イルド・ジョラール
【性別：男性・コーディネイター / 年齢：不明 / 所属：地球連合軍特殊情報部隊 / 搭乗機：プロトセイバー→プロトセイバー+11 / 登場作品：-|-|○|-|-|○|-|-|○】
『DESTINY ASTRAY』に登場。地球連合軍特務情報局所属の戦闘用コーディネイターで、プロトセイバーのパイロット。 コードネームは「スカウト0646」。
カイト・マディガンと同じ“サーカス”の出身であり、カイトに対し異常な執着心を持つ。少しながら子供っぽい一面もある。サーカス時代は、落ちこぼれであったらしく、パイロットスーツの下は、尋常とはいえないほどの痩せこけた体つきになっている。しかし、それでもパイロットとしての能力は、並のコーディネイター以上に高い。自己中心的で、マティスの指示にしか従おうとしないため、情報局の一員達からは信頼されておらず、乗機のプロトセイバーの整備においても型どおりの整備しかされていない。
一族が滅んだ後は、残された遺産の一部を手に入れて勝手気ままに行動している。そんな放蕩振りからか、以後は登場しても貧乏くじを引く形になることが多い。再会したカイトのテスタメントに対し、有人戦闘機のコントロールを奪って激突させるという非道な戦術で撃退し、その後も再び攻撃を仕掛けに向かったが、ジェスとベルナデッドの搭乗するアウトフレームDによって、逆に撃退された。それからしばらくして、カイトが隠れ家にしている廃棄コロニーに向かった際は、ジェスとカイトがマーレの搭乗するデスティニーインパルスの襲撃を受けているところに遭遇。ジェス達に協力して、ディスティニーインパルスのシルエットをウイルスを使って強制解除させている。
『VS ASTRAY』では、廃棄コロニーに隠れ潜んでいたロンド・ギナ・サハク（カーボン・ヒューマン）と遭遇。彼の搭乗するミラージュフレーム・サードイシューと交戦した。その後は、どういう経緯でなったのかは不明だが、ギナやフィーニスの2人と共に、ミナの治めているアメノミハシラへ身を寄せる事になった。
『天空の皇女』ではフィーニスと共にギナの元で行動しており、フィーニスとはデコボココンビとなっている。カイトへの執着心も相変わらずだが、ギナとカイトが同じ側であっため、カイトにいいところを見せようとするなど、ラスと風花には有利に働いていた。
ちなみに、その髪型から製作スタッフ達の間では「悪いアムロ」と呼ばれている。

### ファントムペイン

#### エミリオ・ブロデリック
【性別：男性・ナチュラル / 年齢：20歳 / 所属：地球連合軍第81独立機動群ファントムペイン / 搭乗機：イージス、ロッソイージス、ストライクE / 登場作品：-|-|-|○|-|-|-|-|-】
『Δ ASTRAY』に登場。地球連合軍第81独立機動群ファントムペイン中尉。イージス及びその強化発展機であるロッソイージスに搭乗する。オーブ領海内で討ち漏らしたアグニス達マーシャンを抹殺すべく派遣された。
スウェン・カル・バヤンなどホアキン隊のメンバーと同様に、ブルーコスモス管轄の養護施設の出身者で、幼少から兵士として徹底的な教育を叩き込まれている。
ファントムペイン内でも特に偏執的な反コーディネイター思想の持ち主で、たとえ上官の制止があろうとも、機械の如く無慈悲な殺戮を強行する。コーディネイターがナチュラルの平和を乱すと信じきっていたが、コーディネイターが生まれる以前からナチュラルは争いを繰り広げていた事実をアグニスから突きつけられ、錯乱状態になり暴走する。最後はアグニスに敗れるが、彼の計らいで乗機が破壊されるだけに留まり、生存した。
アグニス達に拘束された後は、ジェスから取材を受けており、乗機もロウ達ジャンク屋ギルドによって修復されている。その後に連合の施設の調査の際に、隙を見てダナとともに脱走してアナザートライアルソードストライカー装備のストライクEを入手した。だが、自分の心が変化していることに気づいて脱走を止め、ダナを裏切って対艦刀で切り裂いた。その後、アグニス達と和解した。

#### ダナ・スニップ
【性別：男性・ナチュラル / 年齢：22歳 / 所属：地球連合軍第81独立機動群ファントムペイン / 搭乗機：ブリッツ、ネロブリッツ、ストライクE / 登場作品：-|-|-|○|-|-|-|-|-】
『Δ ASTRAY』に登場。地球連合軍第81独立機動群ファントムペイン中尉。ブリッツ及びその強化発展機であるネロブリッツに搭乗する。同僚エミリオと共にオーブ領海内で討ち漏らしたアグニス達マーシャンを抹殺すべく派遣された。
神経質なエミリオとは対照的に奔放かつ軽い性格の持ち主で、他者や集団に束縛されることを何よりも嫌う。そんな自由を好むはずの彼が束縛の最たる例である軍組織に在籍する理由は、戦闘の興奮と殺戮の快楽、ただそれのみである。ミラージュコロイドで敵を翻弄するが、最後はジェスの援護を受けたディアゴにより撃墜される。しかし、アグニスの計らいによって乗機が破壊されるだけに留まり、命に別状は無かった。
アグニス達に拘束された後は、ジェスから取材を受けており、搭乗機もロウ達ジャンク屋ギルドによって修復されている。その後に地球連合軍の施設の調査の際に、エミリオと共に脱走し、アナザートライアルランチャーストライカー装備のストライクEを入手する。だが、エミリオに裏切られて対艦刀で切り裂かれた。

### その他の連合軍人

#### バルサム・アーレンド
声：浜田賢二（ゲーム『Gジェネ CROSSRAYS』）
【性別：男性・ナチュラル / 年齢：不明 / 所属：地球連合軍ユーラシア連邦 / 搭乗機：ハイペリオン（2号機） / 異名：アルテミスの荒鷲 / 登場作品：-|○|-|-|-|-|-|-|-】
『X ASTRAY』に登場。ユーラシア連邦が開発したハイペリオン2号機のパイロットであり、「アルテミスの荒鷲」を名乗っている。カナード・パルスがオルテュギアでアルテミスから脱走した際に追撃を行う。ハイペリオンのアルミューレ・リュミエールに頼りすぎた故に、それをカナードに破られた直後、コクピットを潰され戦死した。
2号機の左肩には計7個の撃墜マークがあるが、これらは全てシミュレーション上の撃墜数であり、実際にはこれがハイペリオンでの初陣で、「アルテミスの荒鷲」という異名もムウ・ラ・フラガの「エンデュミオンの鷹」を真似た自称である。半壊した同性能機を相手にして戦死したように（カナードが本物のエースだったとはいえ）、実際の実力は平凡でしかない。カナードとの戦闘後、ハイペリオン2号機はハイペリオン1号機の修理用パーツとなった。

#### ルカス・オドネル
【性別：男性・コーディネイター / 年齢：不明 / 所属：ザフト軍 → 地球連合軍 / 搭乗機：ジンハイマニューバ2型、 ルカス専用ストライクE、ライゴウ / 登場作品：-|-|-|-|○|-|-|-|-】
『FRAME ASTRAYS』に登場。元ザフト軍所属のエースパイロット。相手の行動に対して「それがお前のいい所（または「良くない所」）だ」と指摘する口癖がある。戦う事自体を自らの生きがいとしており、その多大な戦果から「猛獣」の異名をほしいままにしていた。C.E.73年に再び巻き起こった戦争にも、最初はただ戦うことに強い興味を抱き戦っていた。
しかし、今回の戦争がギルバート・デュランダルを始めとするプラント政府側の人間によって利用されていることに気付き始めてからは、戦争への興味をなくしていたのだが、エースパイロットという立場上により、軍を抜けることも叶わなかった。地球連合軍との戦闘中に、ハーフコーディネイターであるジスト・エルウェスの搭乗する紅いシグーと遭遇したルカスは、連合の捕虜になればザフト軍を抜けられると考え、わざと彼に敗れて地球連合軍に寝返った。
現在はフジヤマ社の預かり兵となっているが、ルカスを完全には信用していないフジヤマ社により外科手術が行われ、首筋から顔にかけて爆発物を埋め込まれているが、これはルカス自身が「自分を信用できないのであれば、自分に鎖をつなげばいい」と提案したことも理由のひとつである。好戦的な割に常に知的で冷静な性格をしていることから、「静かなる虜獣」という新たな異名を持っている。また、戦いの中に身をおいて楽しむことが生きがいなため、自分の人生に幸せな結末を求めていない。
ザフト、ゲリラとの和平会談に向かう途中にスーと交戦し、連合の基地の新型の存在をほのめかす。スーがライゴウを強奪した後は、連合を裏切り、ジストやスーと共に第四軍を結成して東アジアを支配すべく行動する。なお、体に埋め込まれていた爆弾はすでに自分で解除していた。最終的に、叢雲劾の駆るブルーフレームサードにライゴウごと斬られ、死亡した。
伝説の傭兵とも呼ばれる劾の強さに興味を持っていたが、「戦いの中でしか生きられない自分は、自分の力を自分のために活かしたい」と考えるルカスに対し、他人のために戦う傭兵というものを快く思っていなかった。最終決戦の際、ルカスは劾に何故傭兵という道を選んだかと問いただしたが、「力無き者の剣となる。それが傭兵」という言葉と共に敗北する。死の間際、「俺には出来ん生き方だ」と否定しながらも何処か劾の強さに納得していた。
ザフト軍時代はジンハイマニューバ2型に搭乗していたが、地球軍離反後はフジヤマ社より譲渡されたI.W.S.P.を装備したストライクEに搭乗。遠距離からの砲撃で敵のフォーメーションを崩しつつ対艦刀で各個撃破という戦法を得意としていた。また、アナザートライアルストライカーも受け取っていた。そして反乱後は、スーが奪い取ったライゴウに搭乗していた。パーソナルマークは鎖につながれた竜。

#### ジスト・エルウェス
【性別：男性・ハーフコーディネイター / 年齢：不明 / 所属：地球連合軍 / 搭乗機：ジスト専用シグー、ジスト専用シグーアサルト / 登場作品：-|-|-|-|○|-|-|-|-】
『FRAME ASTRAYS』に登場。地球連合軍に所属している青年。ナチュラルとコーディネイターのハーフであり、出生の立場上から「混沌の申し子」と呼ばれている。
ユニウスセブン落下テロ事件後に起こったプラント宙域での戦闘にも参加しており、当時はまだザフト軍に所属していたルカス・オドネルと交戦し、彼を捕虜として地球連合軍に迎え入れることになった。ジストもまた、ルカスと同様に地球連合軍上層部からは信頼されておらず、搭乗するシグーは目立ちやすい紅で塗装されている。これは「行動監視」という敵味方以上の識別も持っている。窮地に追い込まれると感情の起伏がなくなり、機械のように正確な動きを取るようになるが、これがある種のマインドセットなのかSEEDの発現なのかは不明。
パーソナルマークに蝙蝠を選び、ハーフコーディネイターである自分を「雑種」、コーディネイターを「血統書付き」と呼んでいることなどからも、かなり皮肉屋な面もあるようだが、ジスト自身の性格は至って明るく、周囲の偏見を気にしてはいない。ルカスとは、訓練でよく模擬戦を行なっているようで、それなりに良い付き合いのようである。
周囲に自分の存在を認めさせるために、戦いで勝つことに執念を燃やしており、コーディネイターであるアレックに敗れてプライドを傷つけられたことにより、ルカスと知り合って以来封印していたアサルトシュラウドを解放。その後、ルカスと共に反乱を起こして第四軍に加わる。しかし、ルカスのスーへの接する態度が自分に対するものと同じだと感じてからは、自分もスーと同様にルカスに利用されているのではと不信を抱く。最終決戦では、その不信が爆発してルカスを背後から撃とうとしたが、ルドルフに諭されて戦意を失う。
第四軍が壊滅した後は、自分が自分らしく生きられる場所を探すためにアジア圏を去った。

## マーシャン

### アグニス・ブラーエ
詳細は#主要人物を参照。

### セトナ・ウィンタース
【性別：女性・コーディネイター / 年齢：13歳（戸籍上は18歳） / 搭乗機：ターンデルタ / 登場作品：-|-|○|○|-|-|-|-|○】
『DESTINY ASTRAY』に初登場。神出鬼没の謎の美少女。ピンクの髪に頭に付けたリボン、アイドルのような服装が特徴的。なぜかジェス・リブルのアウトフレームのユニットバスの中で眠っている所をジェスとカイトに見つかり、それ以来ジェス達のところに居候している。特技は、家事全般で、特に料理が得意。歌唱力もかなりのものらしく、ジェスが「プラントの歌姫みたいだ」と誉めている。モビルスーツの操縦もできるが基本的に戦闘行為は行わない。作中ではアウトフレームでユンの操る（ミラージュコロイドで隠れた）ゴールドフレーム天ミナと「かくれんぼ」をしていた。
時々ジェス達のところからいなくなり、いつの間にか帰ってくる。救難ポッドで宇宙空間を漂っているところをロウ達に救助されたこともあり、その行動は謎に包まれている。その正体は火星のオーストレールコロニーの出身者で、同コロニーのシンボル的な存在となるべく生み出されたコーディネイターである。また、マーシャン使節団のリーダーであるアグニス・ブラーエの姉だが、冷凍睡眠で5年間も眠っていたため容姿は子供のままで、外見的にはアグニスの方が年齢は上に見える。しかしシンボルとして人々に崇められるより人々に尽くして生きることを望み、幼い身の上で地球行きの船に忍び込んで火星から逃亡。しかし船が事故に遭い、救命ポッドの中で5年間、冷凍睡眠状態で眠り続けた。そして『Δ ASTRAY』の物語が始まる5年前、プロフェッサーによって救助され、その後はマティアスの元で保護を受けたようである。ピンク色の髪をしている上に、本来の年齢が同じ18歳である所為もあり、ディアゴはラクス・クラインをセトナの成長した姿だと勘違いした。なお、ジェス達に振る舞っていた料理は火星の料理レシピである。
彼女がしている首飾りがプレア・レヴェリーの物と似ているのは、連合に生み出されたクローンであるプレアと共にマティアスの元で保護されたため。
『Δ ASTRAY』では、ロウ・ギュールが製作したターンデルタに搭乗し、デルタアストレイを失ったアグニスの前に現れ、再会。人は遺伝子の定めを超えて進化できると考えており、新たな決意を固めたアグニスにターンデルタを託し、自身はサポートに徹することになる。
アグニスたちの前では落ち着いた物腰で振舞うが、他の人物たちの前では『DESTINY ASTRAY』時の元気な性格に戻る。『天空の皇女』では再び神出鬼没に活動しており、アグニス達がいないのもあって終始明るい性格であった。

### ナーエ・ハーシェル
【性別：男性・コーディネイター / 年齢：19歳 / 所属：マーシャン / 搭乗機：ガードシェル / 登場作品：-|-|-|○|-|-|-|-|-】
『Δ ASTRAY』に登場。アグニスと共に火星からやって来たマーシャン。使節団の副官で、MAガードシェルのパイロットでもある。肌の色は褐色、髪の色は金。人間関係の仲介役としての役目と才能を与えられたコーディネイターだったが、その優れた頭脳を評価され、使節団に加えられた。
短気な一面を持つアグニスを冷静かつ的確にサポートする。アグニスからの信頼は厚く、ナーエもまた遺伝子の定めを振り切る切っ掛けを与えてくれたアグニスを心から信頼している。
使節団の中で唯一デルタアストレイに仕掛けられた自爆装置といえる装置の存在を上層部から知らされていた。
語尾にクエスチョンマークをつけることが多い。そのため、シナリオライターは彼のセリフを考えるのに苦労しているようで、単行本1巻のオマケ4コマ漫画ではこのことを題材としているものがある。

### ディアゴ・ローウェル
【性別：男性・コーディネイター / 年齢：16歳 / 所属：マーシャン / 搭乗機：レッドフレームMJ、マーズジャケット / 登場作品：-|-|○|○|-|-|○|-|-】
『DESTINY ASTRAY』に初登場。アグニスのチームのメンバーではなく、ロウ達の船に乗船して地球に来たマーシャン。セトナ・ウィンタースに仕えるために遺伝子調整されたコーディネイターで、セトナに絶対の忠誠と敬愛を捧げている。
単純で直情的な性格をしており、また目的のためならば形振り構わない行動に出る。その性格が災いして、幼い頃より無用なトラブルを招くことが多く、当時のアグニスとも不仲であった。マーシャンが地球人よりも優れていると考えている節があり、地球人に何処か偏見的な見方をして、何かと地球人とマーシャンの差をつけたがるような発言が多いために、ナチュラルやコーディネイターを問わず地球人に余計な反感を与えることが多いが、ロウやジェス、アイザックなど、認めた相手には地球人であっても信頼を寄せる。
MSで大気圏突入を行うなど無謀とも言える行動が目立つ割には、MSの操縦技術に関して、お世辞にも優秀とは言い難く、カイト所有のコロニーでは、彼からパーツの供給をしてもらった恩もあっさりと忘れて、コレクションのMSを壊しながらザフトのマーレのデスティニーインパルスと交戦するという乱暴過ぎる戦い方をしており、ファントムペインのダナのネロブリッツとの戦いでは、相手が卑怯な戦い方をするとはいえ一方的にやられ、ジェスのフォローがあってようやく撃破したほどである。その一方で、ギルバート・デュランダルの危険性に気付いていたなど、あながちただの馬鹿ではないような面も見せている。
行方不明になったセトナを探し出すため、本国の調査が打ち切られた後も彼女を探し続け、ついには地球にまでやって来たが、隙を見てロウの所有していたレッドフレームMJを盗む（本人曰く「借りた」）という、恩を仇で返す行動に出ている。（これは本人も後に後悔したようで、返却時にはロウに謝罪している）後にレッドフレームは返却するが、ロウがMJの本体をシビリアンアストレイJGカスタムに変更したことで、その機体にディアゴが搭乗することになった。
ラクス・クラインを成長したセトナだと思い込み、アークエンジェルのことを「ラクス（セトナ）をさらった極悪人の船」と誤解して追跡するが、その洋上で本物のセトナと再会。それを機にアグニスたちと行動を共にするようになった。しかし、性格は改善されておらず、相変わらず地球人を見下す発言をしては、アイザックを怒らせていた。

## ライブラリアン

### プレア・レヴェリー（カーボンヒューマン）
【性別：男性・カーボンヒューマン / 年齢：- / 所属：ライブラリアン / 搭乗機：ニクスプロヴィデンス / 登場作品：-|-|-|-|-|○|-|○|-】
『VS ASTRAY』に登場。「ライブラリアン」の最高位である「最高司書官」としての地位にいる人物。幼くして死んだプレア・レヴェリーと同姓同名だが、こちらは青年。ニクスプロヴィデンスのパイロット。
本来は、元となったプレアと同じ姿であったが、通常の人間よりも成長速度が速いという欠点もあり、生み出されてからわずかな期間によって青年に成長した姿となっている。これは原型となったプレアがクローンで、「遺伝子のテロメア欠損＝肉体年齢」とシステムが誤認してしまったためである。カーボン・ヒューマンの中では最初期に造られた存在で、漫画版の『DESTINY ASTRAY』では、元のプレアと同じ姿をしていた時期に、セトナ・ウィンタースと接触していた描写があり、彼女がさまざまな場所に現れることが出来たのも、マティアスやライブラリアンのプレアが大きく関わっていたようである。また、アーモリーワンでセカンドステージの披露が行われようとしていた際は、道に迷っていたユン・セファンとも接触していた。
ライブラリアンが彼を作り出したのは「サー・マティアスの遺産」を手に入れる為で、遺産はプレアの遺伝子がカギとなっていたからである。これによって、最高司書官の地位を手に入れたが、不可解な行動を取ることも多かった。その真意は、ライブラリアンがカーボンヒューマンによる最高の兵士を作り出そうとしていたのに対し、プレアの真の目的はカーボンヒューマンが不完全な兵士であることを証明するため、劾やカナード達と本気で戦い、そして敗北することだった。そのため自身は死を受け入れるつもりであったが、ロウからそれでは「プレアに勝った人物のカーボンヒューマンが新たに製造されるだけ」ということを指摘されて「カーボンヒューマンは兵士として使えない（コントロールできない）」ことを証明することがライブラリアンを破壊する手段だと教えられた。
ライブラリアンが崩壊した後は、ロウたちの勧めで火星に移住した。
『DESTINY ASTRAY B』にも登場。その時点では最高司書官ではなく司書官の地位にいた。また肉体年齢も10代前半で、ダンテ・ゴルディジャーニと最初に接触した際は更に幼かった。ダンテに閃光の旅団のリリーを預けている。

### ND-HE（エヌディ・ヒィ）
【性別：男性・カーボンヒューマン / 年齢：- / 所属：ライブラリアン / 搭乗機：ゲイルストライク / 登場作品：-|-|-|-|-|○|-|-|○】
『VS ASTRAY』に登場。ゲイルストライクのパイロットを務める、顔が全て覆い隠されたタイプのフルフェイスヘルメットを常に着用している謎の人物。名前も「No Data High Error」という言葉の頭文字を繋げただけに過ぎない。
その正体は劾のパーソナルデータをコピーしたカーボンヒューマン。収集可能なデータの関係で、地球連合軍の研究所時代の容姿を持つ。
オリジナルの劾同様冷静な判断力を有するが、データが彼の若いころのものだったためオリジナルと比べると直情的な面が多い（本物の劾が失ってしまった「若さゆえの衝動」ともいわれる）。
ライブラリアンが崩壊した後は、ライブラリアンのデータ保管所を全て破壊するために地球圏に残り、保管所の一つがあるアジア圏にやってきたところでトロヤ・ノワレと遭遇する。
『天空の皇女』ではトロヤと共にロウと劾の頼みを受け、フェアネスとの戦いのためアメノミハラシを訪れた。

### ロンド・ギナ・サハク（カーボンヒューマン）
【性別：男性・カーボンヒューマン / 年齢：- / 所属：ライブラリアン / 搭乗機：アストレイミラージュフレーム、ミラージュフレーム セカンドイシュー 、ミラージュフレーム サードイシュー/ 登場作品：-|-|-|-|-|○|-|-|○】
『VS ASTRAY』に登場。ASTRAYにおいてロウとの戦いの直後に劾によって止めを刺され、戦死したが、ライブラリアンの技術によってカーボンヒューマンとして復活した。乗機は第5のアストレイミラージュフレーム。
ライブラリアンのメンバーとして姉のミナとの戦闘も厭わないが、ライブラリアンの使命よりも自分を殺害した劾への復讐を優先している。姉が守る宇宙ステーション「アメノミハシラ」を襲撃した際、駆けつけた劾に再び敗北。さらに増した復讐心から、ミラージュフレームの改良だけでなく、自身の肉体の改造を行った。劾に対する敵意は単なる憎しみだけではなく、自らにとって最大の宿敵ともとらえている。
さらなる肉体改造を施したギナは、改造強化されたミラージュフレーム セカンドイシューで無断出撃を行うが、その前に命令無視を止めようとした、リリー・ザヴァリーのネブラブリッツを容易く撃破した。その後、駆けつけたヒィを連れて、劾をおびき出すためだけに、彼と関係する人間達を無差別に攻撃しようとした。しかし、ヒィからそれを咎められた際に、彼の口調から、その正体が劾のデータを元にしたカーボン･ヒューマンであった事実を見抜き、「宿敵である劾を汚す存在」として襲い掛かるが、カナードと本物の劾の介入を受けることになった。
そして劾に再び戦いを挑むが、劾に挑発されて冷静さを完全に失ってしまい、動きを全て見切られて敗北。ついには人間では操縦できないと言われるミラージュフレーム最終形態である、ミラージュフレーム サードイシューで劾に最後の戦いを挑むが、またも劾に敗れる。
彼の再三の命令無視は、「カーボンヒューマンは思い通りになる存在ではなく、兵士として使い物にならない」ということを証明することとなった。
ライブラリアンが崩壊した後は、廃棄コロニーで損傷したサードイシューの修理を行っていた。修理が完了したところにカイトを探しにやって来たイルド・ジョラールと遭遇し、交戦に入る。その後は、どういう経緯でなったのかは不明だが、イルド、フィーニスの2人と共に、ミナの治めているアメノミハシラへ身を寄せる事になった。
『天空の皇女』では、ミナからの依頼でラスと風花の護衛を行い、フィーニスとイルドの3人チームで行動している。劾への復讐心こそ捨てていないものの、オリジナルが持っていたラスへの関心も引き継いでいたことから終始ラスの為に行動し、ラスを尊重して劾の仲間である風花に危害を加えることもなかった。また、劾に対しても戦闘となった際はラスと風花に戦いの見本を見せるためにミラージュフレームのブルートモードを封印したり、一方でフェアネスとの戦いの際は劾以外の相手ながらブルートモードを展開した上に劾との共闘に応じるといった面を見せた。肉体改造についても描写されており、ラスの命を狙う地球連合兵の部隊を武器も使わずに単身で殲滅するという驚異的なものとなっている。

### 蘊・奥（カーボンヒューマン）
【性別：男性・カーボンヒューマン / 年齢：- / 所属：ライブラリアン / 搭乗機：レッドフレーム（レプリカ）、ジンハイマニューバ2型 / 登場作品：-|-|-|-|-|○|-|○|○】
読みはウン・ノウ。『VS ASTRAY』にて、レッドフレームのレプリカ機に搭乗してロウと対決。この時は晩年の姿ではなく、剣士としての腕前が最も優れていた壮年の頃の姿であった。ロウに敗れてヒィに基地まで連れ帰られた後に、ジンハイマニューバ2型に搭乗してリリーのネブラブリッツと戦うが、ネブラブリッツのミラージュコロイドテレポートシステムによって再び敗れる。実はこの時まだ生きており、ライブラリアンの本拠地にやって来たロウにプレアの正体を明かした。
彼自身はライブラリアンに従う振りをして、実際には戦いを望まないライブラリアンが暮らせるよう、火星のマーシャンに交渉していた。
ライブラリアンが崩壊した後は、グレイブヤードに残されたロストテクノロジーを後世に伝えるためにグレイブヤードに向かい、そこで犬の伝八と再会する。
『DESTINY ASTRAY B』にも登場。ラグランジュ4の廃棄コロニーでダンテと交戦（レッドフレーム（レプリカ）でのMS戦と生身の2回）。ダンテを気に入り、アストレイノワールのソードピストル用刀身の製作を引き受ける。
『天空の皇女』では、レアメタルΩを使っての武器制作に呼ばれ、タクティカルアームズΩの制作に協力した。最終話ではオリジナルの蘊・奥のバクゥ改造などを頼んだジャンク屋が話していた子供「Love」が現在のロウだと知り、驚いていた。

### グゥド・ヴェイア（カーボンヒューマン）
【性別：男性・カーボンヒューマン / 年齢：- / 所属：ライブラリアン / 搭乗機：ヴァンセイバー、イライジャ専用ザクファントム / 登場作品：-|-|-|-|-|○|-|-|-】
『VS ASTRAY』に登場。ヴァンセイバーのパイロット。オリジナルにあった二重人格は見せていない。
イライジャをライブラリアンに誘い、断られて交戦する。内心はライブラリアンに協力するつもりは無く、ヴァンセイバーにある程度のダメージを受け、機体を降りた後に、イライジャのザクファントムを奪ってライブラリアンを脱走する。その後、自分をベースとしたソキウス達と接触し、協力を要請した。

### リリー・ザヴァリー
【性別：女性・コーディネイター / 年齢：11歳 / 所属：ライブラリアン / 搭乗機：ネブラブリッツ、ゴールドフレーム 天ミナ、ストライクダガー、ブリッツ（コピー機） / 登場作品：-|-|-|-|-|○|-|○|○】
『VS ASTRAY』に登場。「最高司書官」直属部隊所属で、ネブラブリッツのパイロット。
ネブラブリッツの特殊能力「ミラージュコロイドテレポートシステム」を唯一使え、その際は多重人格的な動向を見せるが、実は性格の多少異なる20人のリリー・ザヴァリー（細胞分裂の段階で意図的に受精卵を分割して作られた一卵性多胎児）が存在し、リリー同士による量子通信（出生時に埋め込まれた機能）によって「ミラージュコロイドテレポートシステム」が可能となっている。性格の違いは「兵士として優秀なのはどのような環境で育った者か」という実験の一環で、バラバラに育てられたためである。育てられた組織の壊滅など、環境が大きく変化した場合は、実験停止となりライブラリアンに戻され、新しい環境へ送られることはない（条件が複雑化し、再現できないため）。リリーの1人は無断出撃したロンドとの交戦で敗北（その後は他の仲間達と共に蘊・奥に助けられた）。『DESTINY ASTRAY B 下巻』の書き下ろしエピソードでは、後述の閃光の旅団のリリーとは別個体のリリーが登場。プレア・レヴェリーの意図によりサーペントテールに派遣され、風花・アジャーの身代わりを務めている。

#### ロウと接触したリリー
ロウのレッドフレーム改との交戦で機体を失い、ロウ達の監視下に入ったリリー。基本的に冷静な性格であり、当初はジャンク屋の捕虜になったと勘違いしていた。そんな中、さも普通に自分と触れ合うロウや樹里に戸惑いを感じながらも暖かさを感じていく。その後他のリリー達がロウ達に再び攻撃を仕掛けるのを量子通信で察知し、このままではロウ達に危険が及ぶと察したリリーは、彼らと触れ合うことで戦わなくても話し合いで分かり合えると確信し、説得するためにゴールドフレーム 天ミナで出撃する。
説得するために出撃したリリーだが、他のリリーは彼女の話を聞かずに攻撃を仕掛けてくる。ロウが整備したゴールドフレーム天 ミナによって、何とか4人相手に戦うが次第に追い詰められる。その後、駆け付けたイライジャのヴァンセイバーとロウのレッドフレーム改の援護によって、他のリリーの命を奪うことなく機体を行動不能にして助け出した。この戦闘を監視していたリリーもいたが、ヴァンセイバーと衝突して、降伏した。
ライブラリアンが崩壊した後、最終的に大半が火星へ旅立ったが、ロウと交流した6人のリリー達はしばらくジャンク屋に居候していた。だが彼女は「このままロウ達と居れば彼らを再び危険にさらしてしまうのではないか？」と考え、他の仲間達と共にジャンク屋を去ろうと考える。そんな時ロウに「自分が本当はロウ達と一緒に居たい」という本心を見抜かれ、「迷惑を掛けると考えているならその分頑張ればいい。迷惑を掛けて助け合うのが仲間だ」という言葉に、頑ななリリーの心も氷解し、ロウ達ジャンク屋と一緒に居る事を決めた。
本来はそれぞれが気に入った服を着ていれば良いのだろうが、作劇上の都合から同じ服を着ている。個人識別は色違いの腕章。『天空の皇女』ではDSSDカスタム仕様のシビリアンアストレイに搭乗している。

#### 閃光の旅団のリリー
『DESTINY ASTRAY B』に登場。海賊「閃光の旅団」で育てられ、リーダーに登りつめていた。部下3人とアメノミハシラを襲撃し、ストライクダガーで劾と交戦し敗北。それを契機に閃光の旅団を解散し、ライブラリアンに戻るが、ダンテ・ゴルディジャーニに預けられる。本来なら「条件の複雑化」のために行なわれないことだが、本人の技能を磨こうという意思と、司書官プレアの強い意見により行なわれた。ライブラリアンによって再建造されたブリッツに搭乗する。

## ソキウスシリーズ
スニーカー版『ASTRAY』に初登場。地球連合軍が作り出したコーディネイター。ソキウスとはラテン語で「戦友」の意。戦闘用コーディネイターとして作られながらも、能力の高さ故に洗脳に失敗し、脱走を許した叢雲劾やグゥド・ヴェイア等の反省から、人類がもともと備えている服従遺伝子心理を利用した、刷り込みによる心理コントロールがされている。
「ナチュラルのためになること」を最優先とされているため、ソキウス個人の意思にかかわらず、ナチュラルに対する行動が抑制されており、一般のナチュラルは無論、ナチュラルに危害を加えるナチュラルやナチュラルの利益にならないナチュラルであっても攻撃や妨害などの行動は出来ないようになっている。感情もあらわれないように遺伝子操作されているため、感情表現が希薄で表情を変えることはあまりない。
後述のように、戦争の構図がナチュラルとコーディネイターの対立となったため、服従遺伝子に懐疑的であった軍の上層部によって戦闘訓練によるテスト相手としての処分（処刑）および薬剤によっての自我の破壊が施されることとなるが（最初は全て処分されていたが、ソキウス開発にも携わっていたムルタ・アズラエルが製造費用を少しでも回収するためにと薬剤へと変更させた）、精神制御が完璧だったがためにイレブンらが価値を認めてもらうと脱走して独自行動を起こすこととなる（これによってソキウスへの精神制御が完璧だという事をアズラエルは知り、エクステンデッド開発に確信を持ったような描写がなされている）。その後、コーディネーターの排除が必ずしもナチュラルの為にならないことと、ナチュラルを最も害しているのは当の地球連合だと気付き理解するが、自分たちはナチュラルに直接は逆らえないゆえに、どんな歳月がかかろうと世界を裏から良い方向に変えていく活動をとっていくこととなる。これ以降、厳密に言うとナチュラルだけではなく人類全体の為に行動をとるようになり、ジェスがナチュラルではなく「人間」という表現を使った際はソキウスも「人間」という言葉を使って返答している。
彼らはすべて、グゥド・ヴェイアと同じ遺伝子から作られているため同じ顔を持つ。

### セブン・ソキウス、イレブン・ソキウス
声：斎賀みつき（『機動戦士ガンダムSEED DESTINY GENERATION of C.E.』）
【性別：男性・戦闘用コーディネイター / 年齢：不明 / 所属：地球連合軍→民間人 / 搭乗機：ロングダガー / 登場作品：○|-|○|-|-|○|-|-|-】
地球連合軍に所属していたソキウス達。
ナチュラルでも操縦可能なMSの登場や、ブーステッドマンの製造の目処が立ったことからその価値を失い、新型MSのテスト相手や薬物処理により処分（エイト・ソキウスがブーステッドマンとの交戦で「処分」されている。）されることになるが、「ナチュラルのために出来ることはないのか」と疑問を抱き、ソキウスの有用性を確認させるために脱走。ロングダガーで叢雲劾のブルーフレームと2度交戦し（2度目はブルーフレームセカンドL）、コーディネイターと戦うことばかりがナチュラルのためではないと知る。
その後、L4の廃棄コロニーで自身の存在意義を確かめるべく、互いにさまざまな質問を自分の分身ともいえる相手に問いかけ合い、結果「ナチュラルのためになるのならば、コーディネイターも守る」という一つの答えに達する。さらに、自分達が成すべきことを確認していくうち、「最もナチュラルに害をなしているのは、地球連合の指導者」という結論に至った。
しかし、ナチュラルの利益にならないナチュラルであっても、ソキウスである自分達はナチュラルを倒すことはできないため、「世界に溶け込んで愚かな指導者が生まれないよう、人々の意識に働きかけて行く」と言う対抗策を選び取った。それはあまりにも無謀極まりない策だったが、それでもL4でソキウスのSEED（凍結保存されたソキウスの胎児）を見つけだし、何百年、何千年かかろうともナチュラルの理想世界を作ろうと決意した。
また、劾率いる傭兵部隊サーペントテールに、オーブの軌道ステーション「アメノミハシラ」にいるソキウス（フォー、シックス、サーティーン）の確認と、彼らを指揮するロンド・ミナ・サハクがどのような人物なのか調べて欲しいと依頼している。
『VS ASTRAY』では、自分達のオリジナルで、カーボン・ヒューマンとして蘇ったグゥド・ヴェイアと、オーブのリゾート地で接触。ライブラリアンのメンバーを救うために協力することを「ナチュラルを救うことに繋がる」と判断して承諾し、火星にいる自分達と同じソキウスに、カーボン・ヒューマン達が移住出来るよう、取り計らってもらっている。

### フォー・ソキウス、シックス・ソキウス、サーティーン・ソキウス
【性別：男性・戦闘用コーディネイター / 年齢：不明 / 所属：地球連合軍→オーブ / 搭乗機：ソードカラミティ（3号機）（フォー）、M1Aアストレイ（フォー、シックス、サーティーン）、レイダー制式仕様 / 登場作品：○|○|○|-|-|○|○|○|○】
搭乗機のソードカラミティ3号機と共にオーブのサハク姉弟の手に渡った、連合軍によって作られたコーディネイターのソキウス達。以後はアメノミハシラの警備などの任務に就いている。薬物で精神を焼き消されてはいるが、未だに心理コントロールは生きており、アメノミハシラに攻めて来たナチュラルは決して殺していない。
『VS ASTRAY』では、アメノミハシラの防衛を行っていた際に、ライブラリアンによって新たに作り出されたソキウスであるフィーニス・ソキウスの駆るヘイルバスターと交戦。心がない故に、奴隷同然に従い、直球で言葉を投げかける自分達の姿に、彼を苛立たせている。

### スリー・ソキウス
【性別：男性・戦闘用コーディネイター / 年齢：不明 / 所属：地球連合軍 / 搭乗機：ハイペリオンG / 登場作品：-|-|-|-|○|-|-|-|-】】
連合軍によって作られたコーディネイターのソキウスの1人。かつての上官の気遣いにより東アジア戦線に転属し、ブルーコスモスによる処刑、薬物処理を免れている。
現在は東アジアの前線基地で司令官を務めており、融通の利かない面も若干あるが、劾の的確な判断に従っている。他のソキウス達と同様、ナチュラルを殺すことはないが、コーディネイターに対しても特に偏見は抱いておらず、ルカスの攻撃を受けて負傷したアレックを助け出したこともあった。また、一触即発状態となっていたトロヤとレオンズが交戦に入った際には、諦めず和平の道を探すよう、説得して静止してもいる。

### フィーニス・ソキウス
【性別：男性・戦闘用コーディネイター / 年齢：不明 / 所属：ライブラリアン / 搭乗機：ヘイルバスター / 登場作品：-|-|-|-|-|○|-|-|○】
『VS ASTRAY』に登場。ラテン語で「最後」を意味する名を持つ、心理コントロールされていないソキウス。ライブラリアンによって生み出され、他のソキウスとは異なり服従遺伝子を持たない。ヘイルバスターのパイロットを務める。好戦的で快楽主義的に破壊を楽しむ危険な性格の持ち主であり、自らのオリジナルとなったグゥド・ヴェイアの凶暴な人格に通じる部分がある。これが服従遺伝子をはずされたためかは不明。派手なアクセサリーを身につけている等、ファッションセンスなども独特。自由であるが故に、アメノミハシラに所属し、従順に従い続けるソキウス達には苛立ちを見せている。
当初は純粋に破壊を楽しんでいたが、ギナの随伴者として活動しているうちに、単なる物理的な破壊活動では満足できなくなっていく。自問自答の末、ヒトを辞めてまで劾の打倒を目指すギナの姿に究極の破壊を見出し、ギナの心と身体が完膚なきまでに壊れていくのを見届けることを至高の楽しみとする。
ライブラリアンが崩壊した後も、ギナと行動を共にしている。その後はギナ、イルドの2人と共に、ミナの治めているアメノミハシラへ身を寄せる事になった。
『天空の皇女』ではイルドと共にギナの元で行動しており、イルドとはデコボココンビといえる間柄となっている。

### その他のソキウス
これら以外にも番号の不明なソキウスの生き残りが登場しており、イレブン・ソキウスらと同様の結論に至って、共に世界を変えるための一員として協力している。イレブンによると、整形を施すなどして世界の各組織に潜入し（上述のようにスリーなど他者の協力を秘密裏に得られた者もいる模様）、ソキウス同士の情報ネットワークを形成している。
『D ASTRAY』では難民キャンプで救済活動を行っていたソキウスが登場しており、マティスの差し金でジェスが取材に行った際に『一族』の構成員に襲撃されるがジェスの咄嗟の行動によって救われている（マティスの目的はジェスの人物像を探るため、救世主として慕われていた彼が殺されるのをスクープとしてとらえるか、それともスクープを無視して助けようとするか調べるためだった）。文章上では、正体を隠して地球連合に潜入したソキウスも存在しており、大戦直後に地球連合がアメノミハシラを接収しようと襲撃するが逆に撃退されたというリードも把握していなかった情報を入手していた。
連合の施設から凍結保存されていた「ソキウスのSEED（ソキウスシリーズの受精卵）」も回収しており、これからも続く計画の後継者として順次誕生していく予定。